# Basketball

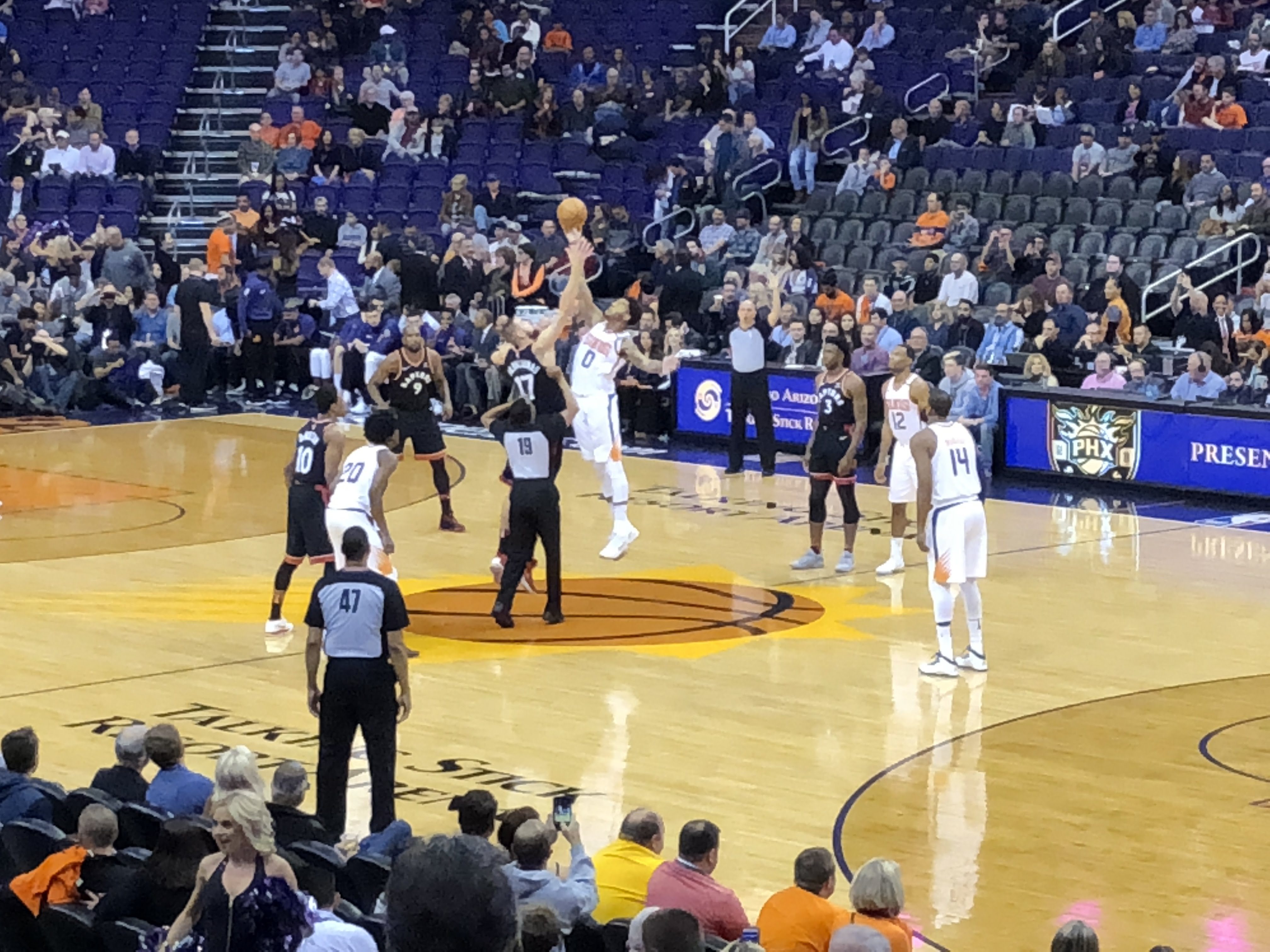
Basketball Arena der Phoenix Suns

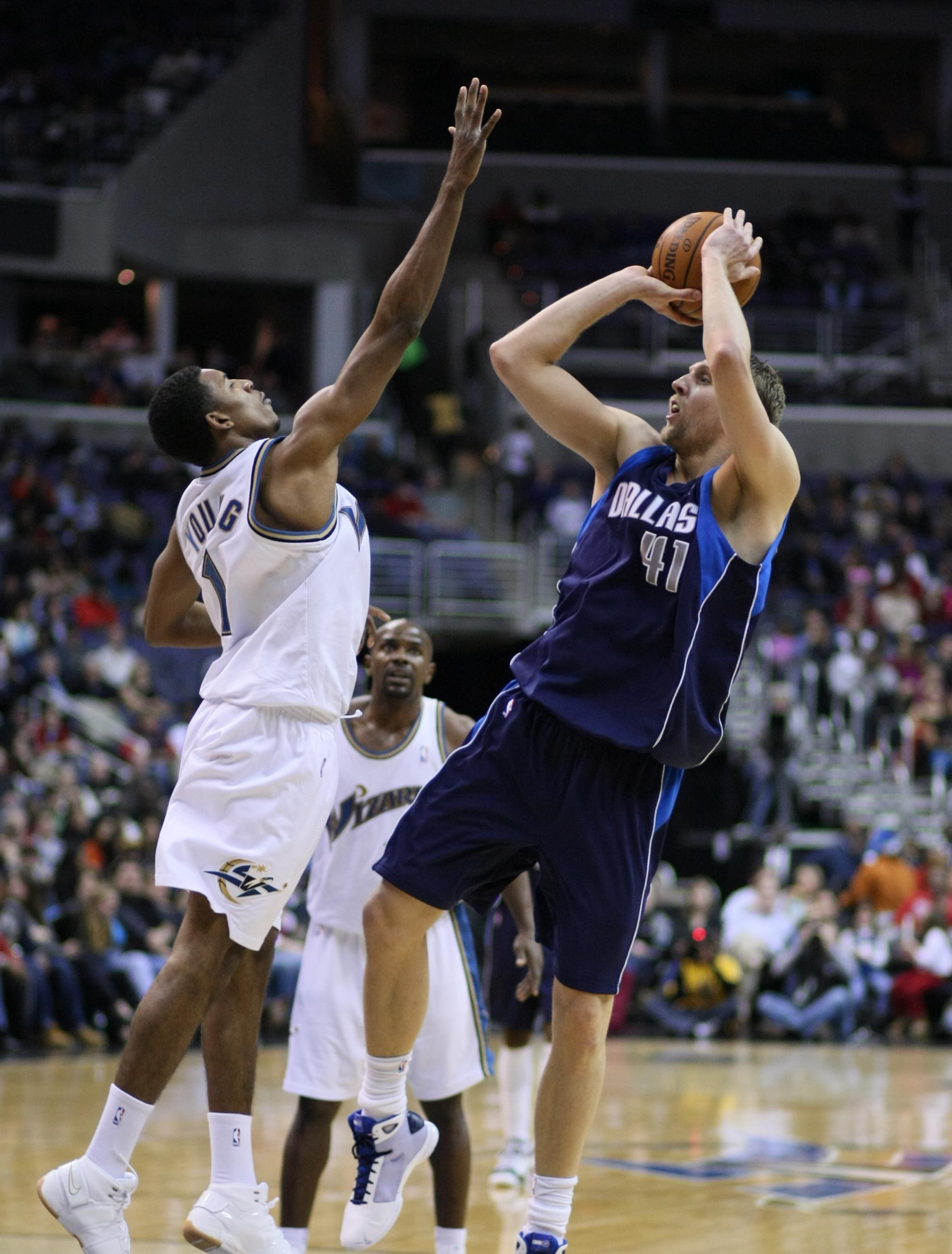
Sprungwurf von Dirk Nowitzki

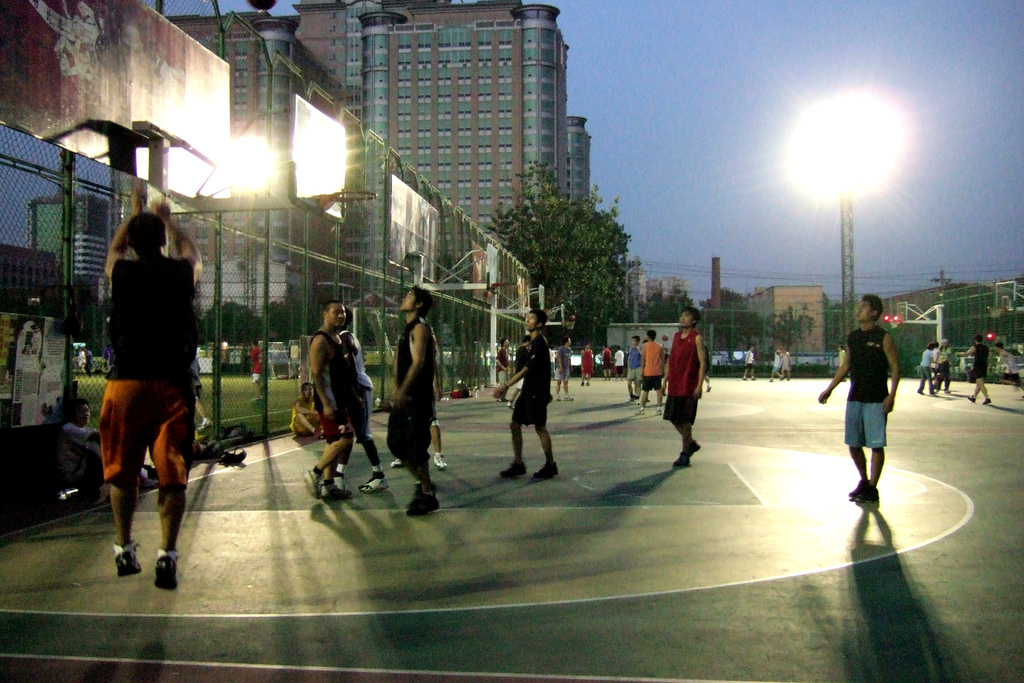
Basketballspiel auf einem Freiplatz in Peking

Basketball ist eine meist in der Halle betriebene Ballsportart, bei der zwei Mannschaften versuchen, den Ball in den jeweils gegnerischen Korb zu werfen. Die Körbe sind 3,05 Meter hoch und an den beiden Schmalseiten des rechteckigen Spielfelds angebracht. Eine Mannschaft besteht in der Regel aus fünf Feldspielern (wobei es auch andere Variationen wie die zunehmend populäre 3-gegen-3-Variante gibt) und bis zu sieben Auswechselspielern, die beliebig oft wechseln können. Jeder Treffer in den Korb aus dem Spiel heraus zählt je nach Entfernung zwei oder drei Punkte. Ein getroffener Freiwurf zählt einen Punkt. Es gewinnt die Mannschaft mit der höheren Punktzahl.
Basketball wurde im Jahr 1891 vom kanadischen Arzt und Pädagogen James Naismith als Hallensport ursprünglich für YMCA-Studenten erfunden und erfuhr über den YMCA schnell weltweite Verbreitung. Seit 1936 ist die Sportart für Männer, seit 1976 auch für Frauen olympisch. Heute hat der Basketballsport global, insbesondere in den Vereinigten Staaten, China, den Philippinen, Litauen und Südeuropa einen hohen Stellenwert und ist auch in einigen weiteren Ländern wie z. B. Kanada, Australien und weiten Teilen Lateinamerikas sowie Mittel- und Osteuropas populär. Die weltweit mit Abstand populärste und umsatzstärkste Liga ist die nordamerikanische NBA. Alle vier Jahre findet in einem jeweils anderen Land eine Basketball-Weltmeisterschaft statt, die vom Weltbasketballverband FIBA veranstaltet wird.
Laut FIBA spielen etwa 450 Millionen Menschen weltweit Basketball. Die erfolgreichsten Athleten zählen international zu den höchstbezahlten Profisportlern. Aufgrund der nordamerikanischen Prägung sind im Basketball viele Begriffe englisch.

## Geschichte

### Die Erfindung des Basketballspiels

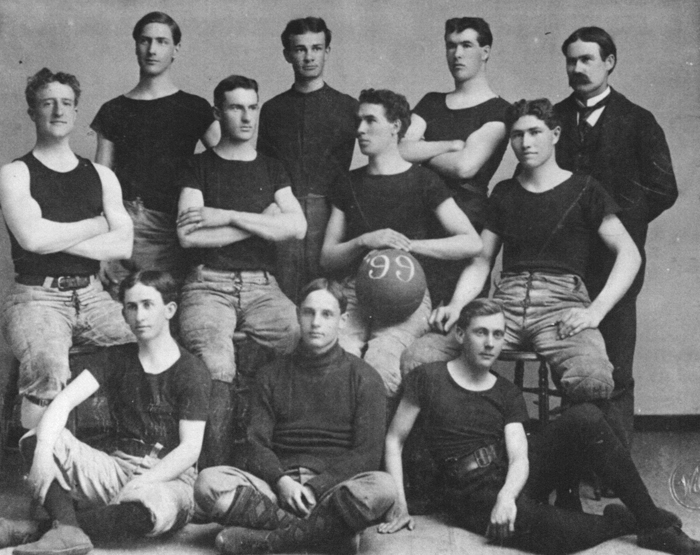
James Naismith (rechts außen) als Trainer der Mannschaft der Universität von Kansas, 1899

Ein dem Basketball ähnliches Spiel wird in einem in Frankfurt am Main erschienenen Werk "Wahrhafftige Abconterfaytung der Wilden" von 1591 erwähnt und wurde jahrhundertelang in Nordamerika praktiziert, wo es zum Vorbild für James A. Naismith wurde. Basketball zählt zu den wenigen Sportarten, die von einer Einzelperson erfunden wurden. Der kanadische Arzt und Pädagoge James Naismith entwickelte das Ballspiel im Jahr 1891 in Springfield (Massachusetts) als Hallensport für seine Studenten. Naismith hatte erkannt, dass die Kampfbetontheit in anderen Ballsportarten daher kommt, dass sich das ganze Geschehen in derselben Ebene abspielt (so z. B. im American Football). Er suchte eine weniger kämpferische Sportart mit einem geringen Verletzungsrisiko, um die 18 Studenten der Klasse im Winter abzulenken. Deshalb verlagerte er die Körbe (engl. baskets) in eine andere Ebene, 1½ Meter über den Spielern. Der Hausmeister Pop Stabbins befestigte damals Pfirsichkörbe an den 10 Fuß hohen Balkonen (Emporen) der YMCA Training School in Springfield. Die damals mehr zufällig bestimmte Aufhängehöhe entspricht 3,05 Metern und ist bis heute international gültig. Die Bälle wurden mittels eines Stocks herausgeholt; erst 1906 wurde das heute noch übliche unten offene Netz eingeführt.
Um zu verhindern, dass Zuschauer von der Galerie aus Korbwürfe beeinflussen konnten, wurde hinter jedem Korb ein Brett montiert. 
Die Schulsekretärin Lyons half Naismith bei der Erstellung der 13 Grundregeln, die am 15. Januar 1892 in der Schulzeitung des Springfield College veröffentlicht wurden und bis heute fast unverändert geblieben sind. Das erste offizielle Basketballspiel fand am 20. Januar 1892 in Springfield statt. In den beiden Spielhälften, mit einer Halbzeitpause von fünf Minuten, wurde meist nur ein einziger Treffer erzielt. Trotz dieser niedrigen Trefferquote setzte sich Basketball in den Vereinigten Staaten durch.
Bereits im folgenden Jahr wurde Frauen-Basketball am Smith College eingeführt. Senda Berenson Abbott hat den Frauen-Basketball zu dieser Zeit sehr geprägt, indem sie die von James Naismith entwickelten Grundregeln veränderte und den Frauen anpasste. Am 22. März 1893 fand das erste Basketballspiel der Frauen am Smith College statt. Senda Berenson veröffentlichte daraufhin ein auf Frauen-Basketball spezialisiertes Magazin.

### Entstehung der ersten Mannschaften

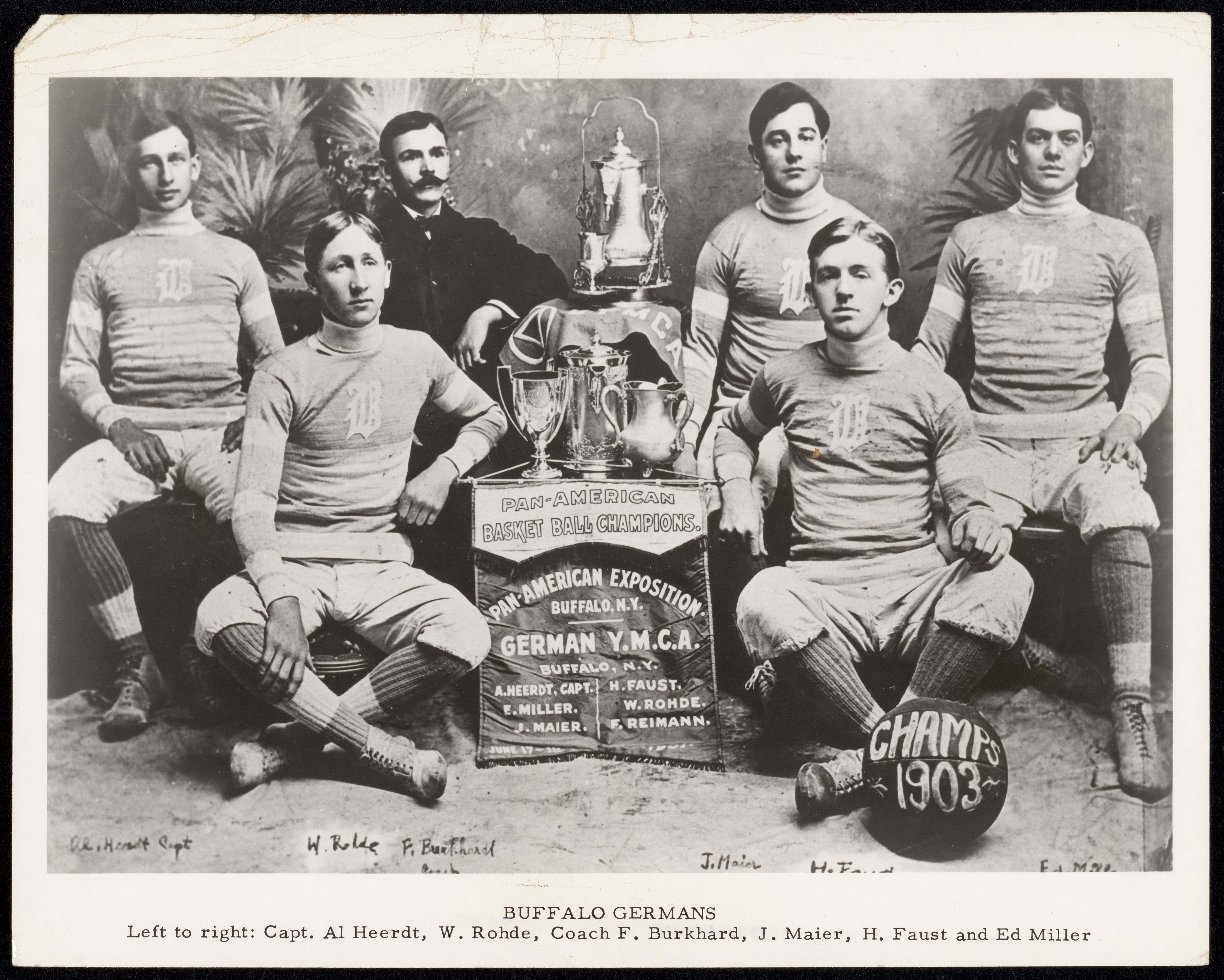
Die Buffalo Germans, Gewinner der Panamerikanischen Meisterschaften im Jahr 1903

In den darauffolgenden Jahren wurde zunächst mit Paneel-Bällen, die heutigen Volleybällen ähnelten, gespielt. Da damals noch die Regel galt, dass ein außerhalb des Spielfeldes gelandeter Ball in den Besitz desjenigen Teams gelangt, das ihn zuerst erreicht, sprangen die Spieler oft ohne Rücksicht auf die Zuschauer in die Ränge. Damit der Ball gar nicht erst ins Aus gelangen konnte, ging man dazu über, das Basketballfeld mit einem Käfig aus Hühnerdraht zu umzäunen. Diese „Basketball-Käfige“ gaben der Sportart ihren Spitznamen „cage game“ (englisch für Käfigspiel). Wie unangenehm das Spielen in den Käfigen war, beschrieb Barney Sedran, ein Spieler der New York Whirlwinds: „Die meisten von uns hatten ständig Schnittwunden, und der Court war mit Blut bedeckt.“
Zu Beginn des 20. Jahrhunderts bildeten sich erste berühmte Mannschaften, die später in die Naismith Memorial Basketball Hall of Fame aufgenommen wurden. Die Buffalo Germans zählten zu den stärksten Mannschaften am YMCA. Im Jahr 1904 demonstrierten die Germans Basketball in Exhibition Games bei den III. Olympischen Spielen in St. Louis. Es ist zweifelhaft, ob Basketball überhaupt ein offizieller olympischer Wettkampf war, immerhin traten bei den über mehrere Monate laufenden Olympischen Spielen am Rande der Weltausstellung keine Nationalmannschaften an, dies sollte erst 1936 in Berlin geschehen. Neben den Germans waren ab der zweiten Dekade des 20. Jahrhunderts die Original Celtics eine der einflussreichsten Mannschaften. In den 1920er Jahren wurden die Celtics durch andere Mannschaften wie die New York Renaissance oder die Cleveland Rosenblums ergänzt. Im Jahr 1925 wurde die American Basketball League (kurz: ABL) gegründet, die in manchen Bereichen das Basketballspiel veränderte. Der Hühner- bzw. Metalldraht wurde abgeschafft und durch Seile ersetzt. Des Weiteren wurde das Rückbrett (engl. back-board) hinter den Körben offiziell eingeführt.

### College-Basketball

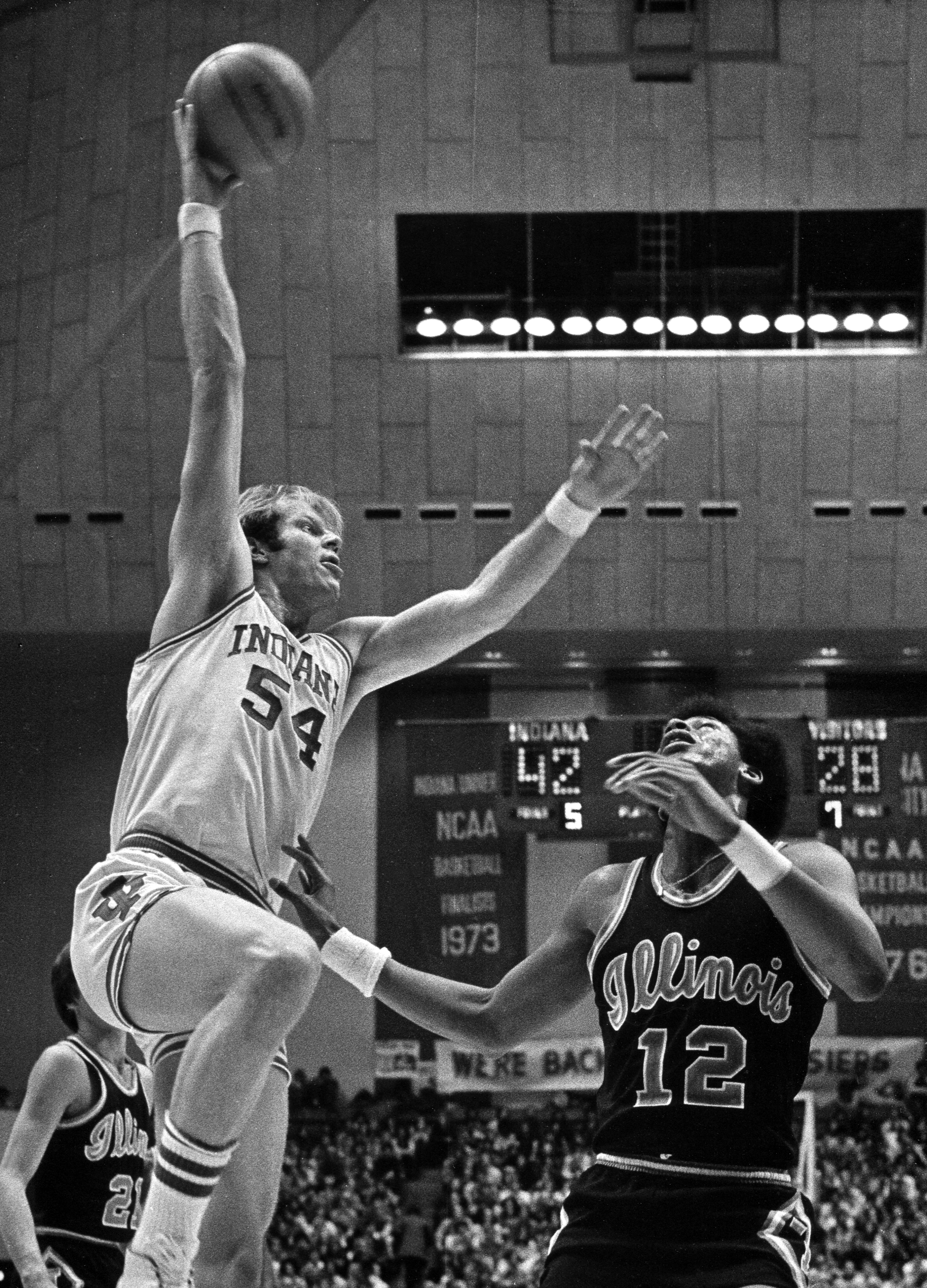
Kent Benson, Basketballspieler der Indiana University Bloomington beim Hakenwurf (engl. hook shot)

Schon bald nach der Erfindung des Basketballs im Jahr 1891 konnte sich diese Sportart an Colleges und Universitäten in den Vereinigten Staaten durchsetzen. Das erste Basketballspiel zwischen zwei College-Mannschaften fand am 8. April 1893 in Beaver Falls in Pennsylvania statt. Das Geneva College konnte an diesem Tag gegen den New Brighton YMCA gewinnen. Die ersten Basketballspiele wurden zunächst mit sieben oder neun Spielern je Mannschaft ausgetragen. Am 18. Januar 1896 fand das erste Spiel mit dem aktuellen Spielsystem von lediglich fünf Spielern in Iowa City statt, die University of Chicago gewann dieses Spiel mit 15–12 Punkten gegen die University of Iowa.
In den nächsten Jahren wurde der College-Basketball innerhalb der Vereinigten Staaten immer populärer. Die anerkanntesten Universitäten (so z. B. die Columbia University) und Colleges sponserten und unterstützten ihre Mannschaften. Aufgrund der zahlreichen College-Mannschaften wurde im Jahr 1906 der Hochschulsportverband National Collegiate Athletic Association (kurz: NCAA) in Chicago gegründet. Nach dem Wegzug des Amateur-Athletic-Union-Turniers nach Denver gründete Naismith deswegen 1937 mit Emil Liston und anderen Bürgern der Schwesterstädte am Missouri den Vorläufer des NAIA-Turniers der National Association of Intercollegiate Athletics in Kansas City, Missouri. Seit Beginn der 1930er Jahre war College-Basketball ein lukrativer Dauerbrenner im Madison Square Garden in New York, und so entstand 1938 das National Invitation Tournament (NIT), das dortselbst ausgetragen wurde und das bis in die 1970er Jahre das wichtigste College-Einladungsturnier bleiben sollte. Das erste NCAA-Division-I-Basketball-Championship-Turnier der Männer wurde erst 1939 vor 5500 Zuschauern in Evanston (Illinois) ausgetragen. Die University of Oregon besiegte im Finale die gegnerische Mannschaft der Ohio State University mit 46–33.
Eines der denkwürdigsten College-Basketballspiele, das Secret Game, fand am 12. März 1944, an einem Sonntagvormittag, zwischen dem weißen Team der militärmedizinischen Fakultät der Duke University und dem schwarzen Team der North Carolina Central University (NCCU), damals noch North Carolina College for Negroes (NCC), in Durham (North Carolina) statt. Erst am 31. März 1996 wurde dieses Spiel einer breiten Öffentlichkeit bekannt, als Scott Ellsworth, ein Historiker und Duke-Absolvent, einen Artikel in der New York Times veröffentlichte, in dem er u. a. anmerkte, das Spiel sei „symbolisch dafür, wie Widerstand gegen die Jim-Crow-Gesetze außerhalb der traditionellen Bürgerrechtsbewegung aufgetreten ist (has become symbolic of how resistance to Jim Crow occurred outside the traditional civil rights movement)“. Im Jahre 2015 brachte er die Geschichte dieses Spiels unter dem Titel The Secret Game. A Wartime Story of Courage, Change, and Basketball’s Lost Triumph als Buch heraus.
Der College-Basketball verlor in den Jahren 1948 bis 1951 stark an Glaubwürdigkeit und Popularität. Dies lag vor allem an zahlreichen Skandalen und Regelverletzungen. Am schwersten wog der sogenannte Point-shaving-Skandal, in den die Spieler zahlreicher Mannschaften verwickelt waren, die im Madison Square Garden gespielt hatten. Die Spieler hatten Bestechungsgelder angenommen, um die Punkteverteilung, auf die gewettet wurde, den Wetten entsprechend zu manipulieren. Zu den Hochschulen gehörten unter anderen das Manhattan College, das City College, die Bradley University und die University of Kentucky. Insgesamt 32 Personen wurden verurteilt und alle Spieler auf Lebenszeit gesperrt. Nicht einmal zehn Jahre später gab es einen Match-fixing-Skandal, in den zwanzig Colleges verwickelt waren. 1981 gab Henry Hill, die Vorlage für den Mafia-Film GoodFellas und Beteiligter am Lufthansa-Raub im Dezember 1978, zu, in den 1970ern Spieler des Boston College dafür bezahlt zu haben, die Punkteabstände der Ergebnisse zahlreicher Spiele zu manipulieren. Der nächste Point-shaving-Skandal, in den sogar Coaches verwickelt gewesen sein sollen, ereignete sich nur kurz danach an der Tulane University. Drei Studenten wurden zu Haftstrafen verurteilt und der Universitätspräsident löste die Basketballmannschaft auf – für drei Jahre.
Immer wieder ist auch die (verbotene) Kompensation von College-Spielern im Millionengeschäft College-Basketball ein Thema, zuletzt 2017 in der Ausbeutung dieses Verbots im Skandal um den suspendierten Louisville-Head-Coach Rick Pitino, den Adidas-Manager Jim Gatto und Bestechungszahlungen an und Escort Services für High-School-Spieler, ganz abgesehen von akademischem Betrug und gefälschten Noten.
Der Damenbasketball hat sich erst spät an Colleges und Universitäten weiterentwickelt. Im Jahr 1926 hat noch die Amateur Athletic Union die erste Basketballmeisterschaft für Frauen organisiert. Und ab den 1930er Jahren wurden durch tingelnde Profi-Teams wie den afrikanisch-amerikanischen Philadelphia Tribune Girls oder den bis 1986 existierenden All American Red Heads der Hall of Fame auch immer mehr Basketball-Challenge-Games zwischen Frauen und Männern veranstaltet, bei denen jedoch immer die für den Männer-Basketball vorgeschriebenen Regeln verwendet wurden. 1971, ein Jahr vor Title IX des Education Amendments von 1972 gegen sexuelle Diskriminierung, wurde auf College-Ebene die Association for Intercollegiate Athletics for Women gegründet, in der etwa die Delta State University oder die Mighty Macs des Immaculata College (heute Universität) große Erfolge feierten und von der die Finalspiele ab Mitte der 1970er Jahre im Fernsehen gezeigt wurden. In der letzten AIAW-Saison 1981/82 boten sowohl NCAA als auch NAIA Division-1-Konkurrenz-Meisterschaften an, die bis heute existieren, wodurch die Organisation massiv an Einfluss verlor, bis sie sich 1983 auflöste. Die letzte Profi-Liga der Damen war die von der NBA betriebene Women’s National Basketball Association (kurz: WNBA), die 1996 gegründet wurde und die während der Sommerpause der NBA bis heute existiert.

### Die Entstehung der NBA
Am 6. Juni 1946 wurde die Basketball Association of America (kurz: BAA) gegründet. Walter Brown, der damalige Präsident der Boston Bruins, und Eddie Gottlieb, Boxpromoter und Besitzer der Philadelphia SPHAs, zählen zu den Gründungsmitgliedern dieser Liga. Die Philadelphia Warriors (später: Golden State Warriors) gewannen die erste Finalserie der Liga mit 4–1 Siegen gegen die Chicago Stags. Im Jahr 1949 fusionierte diese Liga mit der National Basketball League (kurz: NBL) und wurde in National Basketball Association (kurz: NBA) umbenannt. Die bekanntesten Spieler der 1940er Jahre waren Bob Davies und George Mikan.
Der amerikanische Unternehmer Fred Zollner hat als Eigentümer der Fort Wayne Pistons (später: Detroit Pistons) viele Änderungen im Basketball-Bereich eingeführt. Seit dem Jahr 1952 wurde seine Mannschaft mit einem Team-Flugzeug zu den Basketball-Spielen transportiert. Er half der BAA und der NBA finanziell und war an wichtigen Regeländerungen (z. B. Wurfuhr) beteiligt. Am 1. Oktober 1999 wurde er als Förderer in die Naismith Memorial Basketball Hall of Fame aufgenommen.

### Basketball heute
Einen großen Fortschritt in der weltweiten Wahrnehmung machte der Basketball im Jahr 1992, als bei den Olympischen Spielen in Barcelona erstmals Profis zugelassen waren und die amerikanische Nationalmannschaft (auch Dream Team genannt) ihren legendären Siegeszug antrat. In den nachfolgenden Jahren wurde die Präsenz von Basketball in den Medien immer mehr verstärkt. Namhafte Basketballspieler wie Michael Jordan repräsentierten diese Sportart in bekannten Werbekampagnen oder auf den Titelseiten verschiedener Magazine.
Der Basketballsport ist in vielen Ländern der Welt verbreitet. Die meisten europäischen Länder besitzen eine eigene Basketball-Liga und in vielen Ländern finden immer mehr Training-Camps statt, die dem normalen Spieler das Grundprinzip und die Spielweise beibringen. Neben den Meisterschaften und Spielen gibt es auch zahlreiche Events (z. B. die „And1 Mixtape“-Tour), die von Firmen gesponsert werden und der Unterhaltung dienen.

### Basketball international

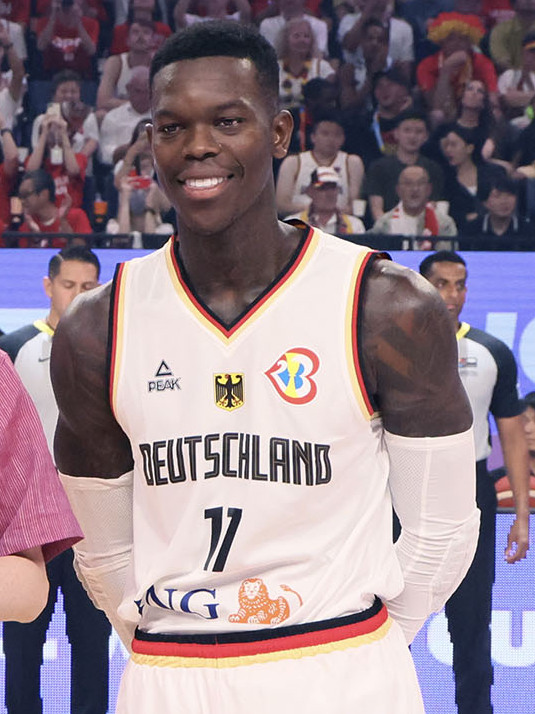
Dennis Schröder im Trikot der deutschen Nationalmannschaft

Zu Beginn des 20. Jahrhunderts wurde Basketball in verschiedenen Ländern der Welt vorgestellt. Bereits 1893 fand in Paris das erste Spiel auf französischem Boden statt. Im Jahr 1902 wurden erstmals die von James Naismith verfassten Regeln in die deutsche Sprache übersetzt. Vier Jahre später wurde Basketball in Italien eingeführt. Im Jahr 1913 wurde die Ballsportart in Puerto Rico freundlich empfangen und gefeiert. In den darauffolgenden Jahren wurde Basketball in vielen weiteren Ländern präsentiert (u. a. 1916 in Bulgarien und 1917 in Albanien sowie in Griechenland).
Im Jahr 1923 fand in der Sowjetunion die erste nationale Meisterschaft der Herren statt. Bis zum Ende der 1920er Jahre erfreute sich Basketball einer steigenden Beliebtheit. Im Jahr 1930 fand vom 6. bis 14. Dezember die erste Kontinental-Meisterschaft der Herren in Südamerika statt, bei der sich Uruguay gegen Argentinien durchsetzen konnte. Der erste Schritt für die internationale Akzeptanz dieser Sportart wurde im Jahr 1930 gelegt, als das Internationale Olympische Komitee (kurz: IOC) Basketball als olympische Sportart aufnahm. 1932 gründeten acht Nationalverbände in Genf den Basket-Weltballverband FIBB, ab 1935 bis 1986 Fédération Internationale de Basketball Amateur [FIBA] (siehe Verbände und Ligen). Der Weltbasketballverband kontrolliert die internationalen Meisterschaften und das olympische Turnier und legt die internationalen Regeln fest. 1958 führte die FIBA den Europapokal der Landesmeister (Männer) und 1959 der Landesmeister (Frauen) ein.
Ab 1932 hielt Basketball auch in Deutschland Einzug, zuerst durch Hugo Murero an der Heeressportschule Wünsdorf, danach in Breslau und Gera sowie ab 1933 in Bad Kreuznach durch Hermann Niebuhr. Er hatte als Lehrer an der Deutschen Schule in Istanbul Basketball kennengelernt. Er gründete 1935 die erste Basketball-Abteilung beim Vfl 1848 Bad Kreuznach. Ebenfalls 1935 beteiligte sich eine deutsche Hochschulauswahl am Basketballturnier der Akademischen Weltspiele in Budapest. 1936 nahm Deutschland erst in letzter Minute am ersten olympischen Basketballturnier in Berlin teil; alle drei Spiele gingen verloren. 1939 fand die erste deutsche Meisterschaft der Männer in Hamburg statt. Den Titel gewann der Luftwaffen-Sport-Verein (LSV) Spandau. Deutschland bestritt von 1936 bis 1942 19 Länderspiele, 4 Begegnungen wurden gewonnen.
Basketball unterstand im Dritten Reich dem Fachamt 4 Handball/Basketball des Deutschen, später Nationalsozialistischen Reichsbundes für Leibesübungen. Nach dem Ende des Zweiten Weltkrieges fanden bereits im Herbst 1945 erste Basketballspiele statt. Nach zwei Vorgängerorganisationen wurde am 1. Oktober 1949 in Düsseldorf der „Deutsche Basketball Bund“ (DBB) als eigenständige Organisation in der Bundesrepublik gegründet. Dieser nationale Verband ist seitdem für die Ausrichtung der deutschen Basketballmeisterschaft verantwortlich. In der DDR bestand zuerst die Sektion Basketball, ab 1958 der Deutsche Basketball-Verband. 1953 entsandten beide Verbände eine gesamtdeutsche Mannschaft zur Männer-Europameisterschaft in Moskau. Mit der Gründung der Basketball-Bundesliga (kurz BBL) im Jahr 1966 wurde erstmals eine professionelle Basketball-Liga in Deutschland eingeführt. Deutschland gewann 1993 mit 71:70 in München gegen Russland die Europameisterschaft.
Basketball wurde im Jahr 1936 bei den Olympischen Spielen 1936 in Berlin offiziell gespielt. Das Spiel wurde in zwei Spielhälften mit je 20 Minuten aufgeteilt und auf Tennisplätzen des Reichssportfeldes praktiziert. Im Finale konnte sich die amerikanische Nationalmannschaft mit 19:8 gegen Kanada durchsetzen. Im Jahr 1950 fand die erste offizielle „Basketball-Weltmeisterschaft der Herren“ in Buenos Aires, Argentinien statt. Die argentinische Basketballmannschaft konnte sich im Finale gegen die USA durchsetzen.
Drei Jahre später fand in Santiago de Chile auch die erste offizielle „Basketball-Weltmeisterschaft der Frauen“ statt. Hier konnte sich das Team aus den USA gegen die Gastgeber behaupten. Seit 1976 (Montreal) spielen auch die Basketball-Frauen um olympische Medaillen.
Der Basketballsport ist heute eine der meistverbreiteten Sportarten der Welt und hat in zahlreichen Regionen der Welt, darunter auch europäischen Ländern wie z. B. Spanien, den baltischen Staaten, den Staaten des ehemaligen Jugoslawien, Griechenland, der Türkei und Israel, aber auch in einigen südamerikanischen Ländern (z. B. Mexiko, Brasilien, Venezuela, Puerto Rico und Argentinien) und einigen Ländern Südostasiens (insbesondere China, den Philippinen und Taiwan) sowie in Australien und Neuseeland einen hohen Stellenwert. Bei der Basketball-Weltmeisterschaft 2006 der Herren in Japan gewann die spanische Basketballmannschaft mit 70:47 gegen die Mannschaft aus Griechenland. Bei den vorherigen Basketball-Weltmeisterschaften waren Länder wie Serbien und Kroatien, Jugoslawien oder bei Frauen und Männern Russland bzw. die Sowjetunion sehr erfolgreich. 2010 und 2014 wurde die US-Nationalmannschaft Weltmeister, 2019 zum zweiten Mal Spanien.

## Ausrüstung

### Spielball

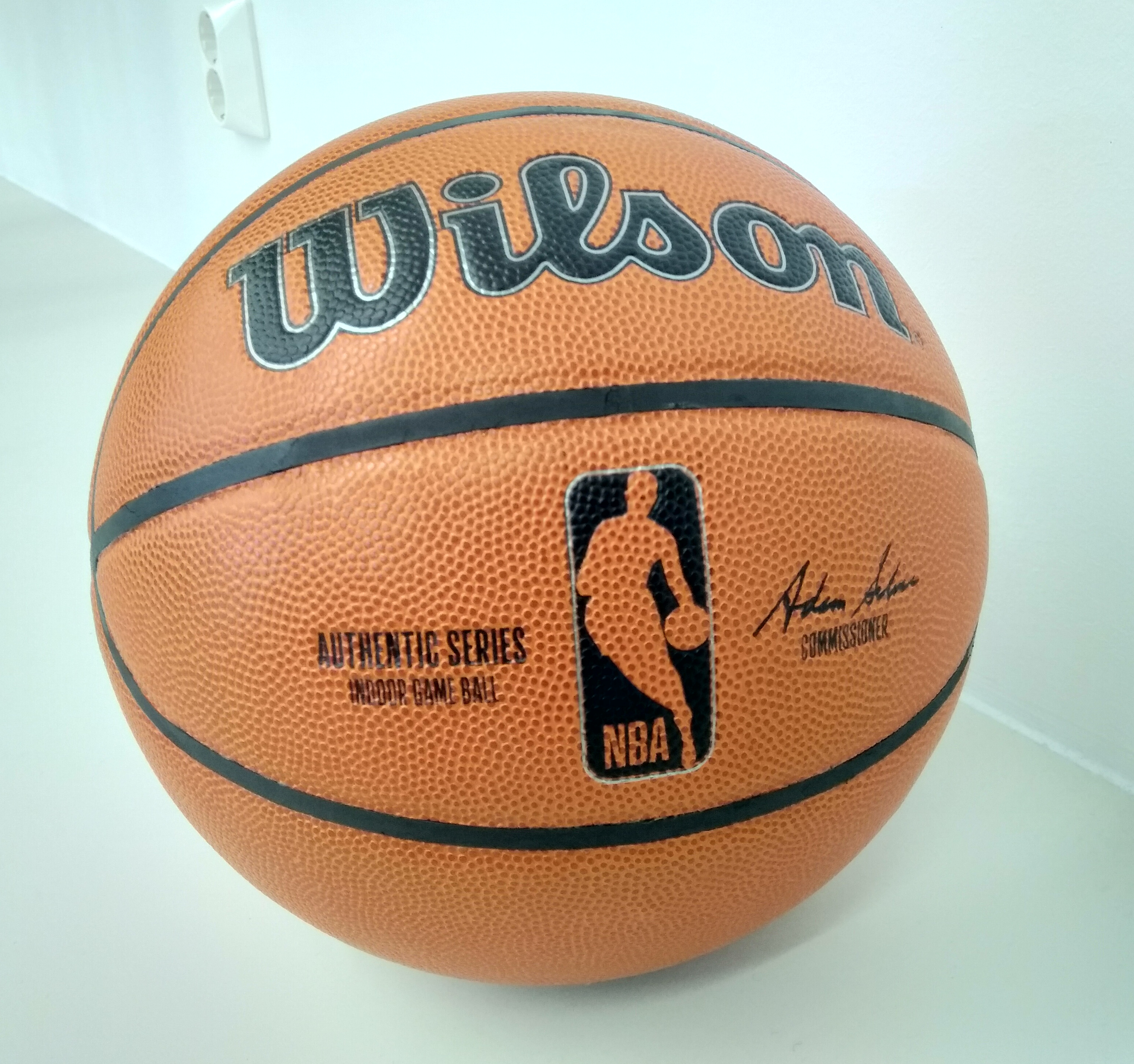
NBA-Basketball

Der Spielball ist im Laufe der letzten hundert Jahre entwickelt und verbessert worden. In den ersten beiden Jahren des Basketballspiels wurde mit Paneel-Bällen gespielt. Diese Paneel-Bälle waren mit aktuellen Volleybällen vergleichbar. Von 1894 bis in die 1940er Jahre wurden bei Wettkämpfen und Spielen geschnürte Basketbälle verwendet. Hierbei war bereits die „typische“ Form der Linien des Basketballs zu erkennen.
Der aktuelle Basketball besteht aus synthetischem Material oder Leder sowie Nylon-Fäden.
Bei Wettkämpfen für Männer hat der offizielle Spielball einen Umfang von 749 bis 780 Millimeter (Größe 7) und ein Gewicht von 567 bis 650 Gramm.
In den deutschen Damen-Basketball-Ligen wird seit der Saison 2004/05 mit einem Ball gespielt, der einen Umfang von 724 bis 737 Millimeter (Größe 6) hat und 510 bis 567 Gramm wiegt.

### Bekleidung
In der ersten Hälfte des 20. Jahrhunderts trugen die Spieler Trikots aus Wolle und Stoffhosen. Außerdem war das Tragen von Knie-, Ellenbogen- und Schienbeinschonern während des Spiels Pflicht. Dies lag vor allem an der harten Spielweise und dem schlechten Zustand der Arenen. In den 1960er Jahren hat sich die Bekleidung der Spieler erheblich verändert. Die Trikots wurden komfortabler und freier, und die Stoffhosen wurden durch bequeme kurze Shorts ersetzt.
Auch die Basketballschuhe haben sich seither verändert. Zunächst trugen die Spieler unpraktische Lederschuhe. In den 1980er Jahren wurden die ersten Stars von Sportartikel-Herstellern wie Nike, Adidas, Puma oder Converse vertraglich verpflichtet.

## Spielprinzip

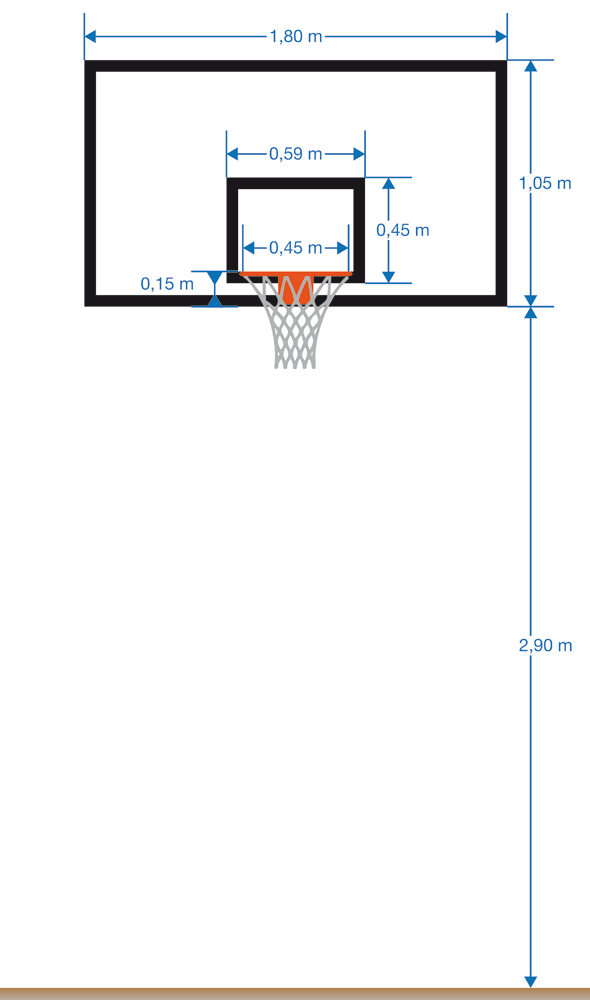
Abmessungen des Bretts

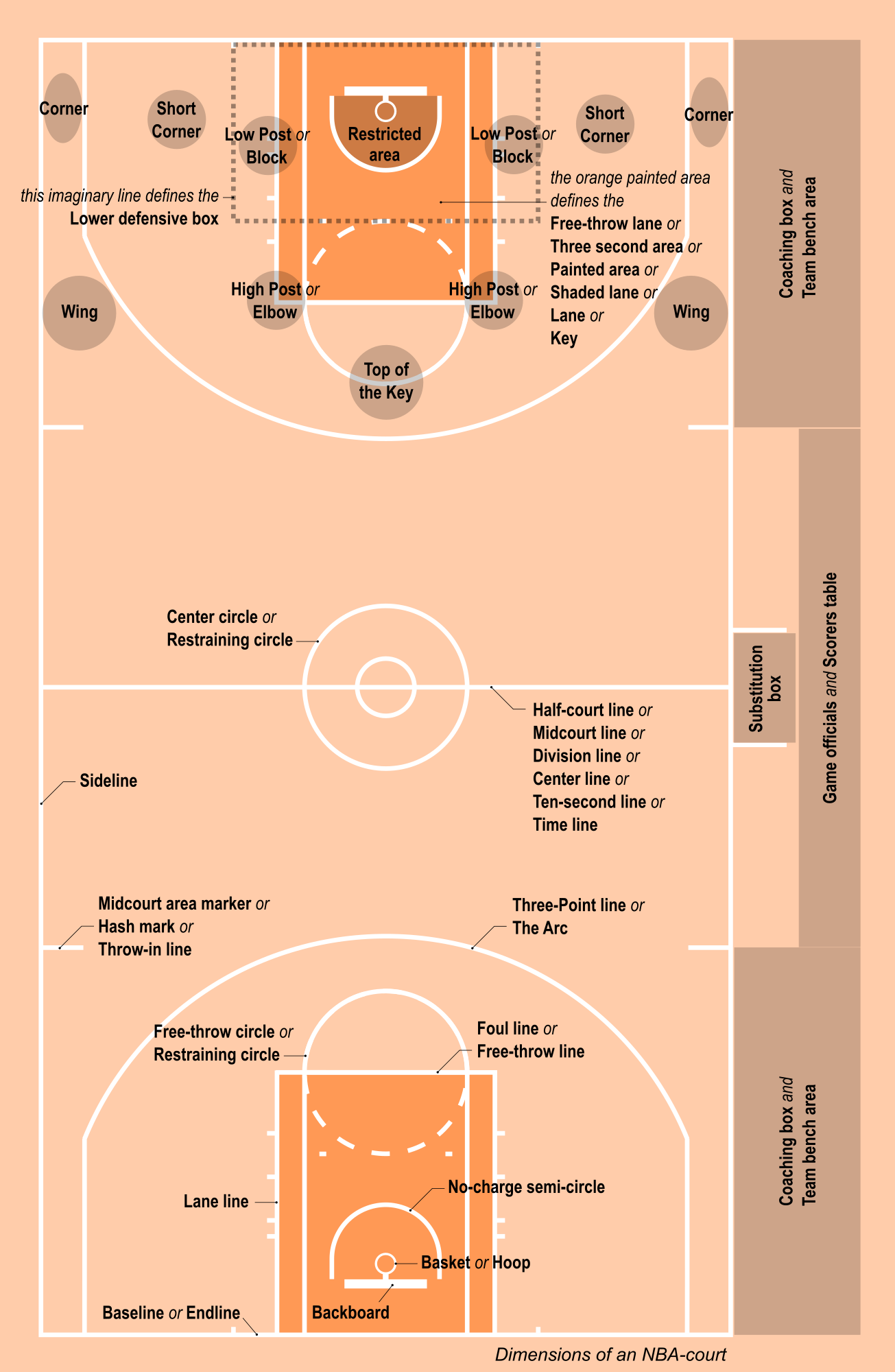
Wichtige Begriffe bzgl. des Basketball-Spielfeldes

Das Ziel des Spiels besteht darin, den Spielball dribbelnd (den Ball auf den Boden tippen) oder per Passspiel in die gegnerische Spielhälfte zu bewegen und dort in den gegnerischen Korb zu werfen. Der Basketball muss von oben in den Korb fallen, der in einer Höhe von 3,05 Metern hängt. Dabei kann der Ball auch über das Brett gespielt werden. Ein erfolgreicher Korbwurf, Korbleger oder Dunk wird im Normalfall mit zwei Punkten gewertet. Ein Korbwurf von jenseits der Drei-Punkte-Linie zählt drei Punkte, ein Freiwurf einen Punkt. Sieger des Wettkampfes ist diejenige Mannschaft, die nach Ablauf der Spielzeit mehr Punkte erzielt hat als der Gegner. Bei einem Gleichstand wird eine Verlängerung von fünf Minuten gespielt. Das wird solange wiederholt, bis ein Sieger feststeht.

### Spielfeld
Basketballspiele werden immer auf einem rechteckigen Spielfeld mit einer harten Oberfläche ausgetragen. Für die offiziellen Hauptwettbewerbe der FIBA muss die Abmessung des Spielfeldes 28 Meter mal 15 Meter betragen
Es wird durch Kreise, Linien und Zonen, die eine eigene Funktion besitzen, unterteilt. Hier die wichtigsten davon:
- Die Seitenauslinien und die Endlinien („Grundlinie“ genannt) begrenzen das Spielfeld. Wenn der Ball eine dieser Linien oder den Bereich außerhalb dieser Linien berührt, ist er aus. Gleiches gilt, wenn der Spieler, der den Ball hält oder nur berührt, die Linie oder den Bereich außerhalb mit irgendeinem Körperteil berührt.
- Die Mittellinie (centre line) teilt das Spielfeld in zwei gleich große Hälften. Wenn die Mannschaft in Ballbesitz bei ihrem Angriff den Ball in die Angriffshälfte, das sogenannte „Vorfeld“, gebracht hat, wird die Mittellinie wie eine Auslinie behandelt (siehe „Rückspiel“).
- Um den Mittelpunkt der Mittellinie ist mit einem Radius von 1,80 Metern der Mittelkreis eingezeichnet, welcher zu Beginn eines Spieles der Ausführung des Sprungballs dient.
- Unter den Körben ist ein Rechteck, die sogenannte „Zone“, eingezeichnet. Die Zone ist u. a. dafür wichtig, dass sich Spieler der angreifenden Mannschaft nicht länger als 3 Sekunden ununterbrochen darin aufhalten dürfen.
- An dieses Rechteck schließt ein Halbkreis an, der zusammen mit seiner Linie zur Zone, der sogenannten „Freiwurflinie“, für die Ausführung von Freiwürfen bedeutend ist.
- Die sogenannte „Dreipunkte-Linie“, die einen großen Halbkreis (Radius vom Korb: 6,75 m[16]) mit abgeflachten Seiten außerhalb der Zone bildet, kennzeichnet die Distanz, aus der ein erfolgreicher Wurf auf den Korb mit drei Punkten bewertet wird.
- Der No-Charging-Halbkreis unter dem Korb markiert einen Bereich, in dem Fouls der Kategorie Rempeln/Stoßen (Charging) durch einen angreifenden Spieler nicht geahndet werden.

### Mannschaften
Auf dem Feld spielen zwei Mannschaften mit je fünf Feldspielern. Die Anfangsformation einer Mannschaft wird auch als Starting Five (deutsch: Startende Fünf oder kürzer Erste Fünf) bezeichnet. Das müssen nicht immer die fünf leistungsstärksten und besten Spieler des Teams sein.
Allerdings gilt es als unbedingt notwendig, über eine starke und ausgeglichen besetzte Bank zu verfügen. Häufig sind Bankspieler Routiniers oder Rollenspieler, die in kritischen Situationen für die notwendigen – und in diesem Moment benötigten – Impulse im Spiel sorgen sollen. Dies kann z. B. durch Dreipunktwürfe, schnelles Spiel, Ballsicherung, spezielle Verteidigungsaufgaben oder einfach eine starke Reboundpräsenz erreicht werden. Spieler können unbegrenzt oft gewechselt werden. Ein Wechsel ist während jeder Spielunterbrechung möglich.

### Positionen
In der Entstehungsgeschichte des Basketballs wurden die Spieler in Angreifer (Forwards) und Verteidiger (Guards) eingeteilt. Mit der steigenden Popularität der Sportart und dem Einführen von neuen Regeln haben sich für die fünf Spieler spezielle Aufgabenbereiche entwickelt.
Die Startaufstellung der fünf aktiven Feldspieler besteht meistens aus einem körperlich großen Akteur, dem Center, zwei Forwards und zwei Guards. Es sind aber auch andere Variationen möglich, z. B. der Einsatz von drei Guards (das sogenannte „small ball“, da Guards üblicherweise die kleineren Spieler sind), wie häufig von den Detroit Pistons unter Chuck Daly praktiziert, oder aber das Spielen mit zwei Centern, wie es die Houston Rockets Mitte der 1980er taten und die San Antonio Spurs noch immer tun. Im deutschen Basketball kommt es jedoch des Öfteren vor, dass man dieses System etwas abwandelt, es wird meist mit zwei Centern, zwei Flügelspielern (forwards) und einem Aufbauspieler (guard) gespielt. In der NBA dominiert seit Mitte der 2010er Jahre auch durch die Dominanz des 3-Punkte-Spiels eine Spielphilosophie, die die klassischen fünf Positionen zugunsten des sog. „positionless basketball“ teilweise auflöst.
Der Center ist meist der größte und körperlich stärkste Spieler einer Mannschaft. Er agiert meistens in der Zone und muss möglichst viele Rebounds holen. Die Guards (Aufbauspieler) werden in „Shooting Guard“ und „Point Guard“ unterteilt. Der Shooting Guard ist auf Distanzwürfe (Drei-Punkte-Wurf) spezialisiert, während der Point Guard als Spielmacher (Playmaker) (siehe Begriffe) über den Spielzug seiner Mannschaft entscheidet.
Die Forwards (Flügelspieler) werden auch in zwei weitere Positionen unterteilt: „Small Forward“ und „Power Forward“. Hierbei liegt der größte Unterschied zwischen den beiden Positionen in der Größe der Spieler. Beide Forwards sind Angriffsspieler, die wie der Center in der Zone agieren und versuchen, möglichst viele Treffer im Angriffsraum zu erzielen.
Die Positionen werden vom kleinsten Spieler bis zum größten Spieler durchnummeriert, von #1 (Point Guard) bis #5 (Center).

### Schiedsrichter

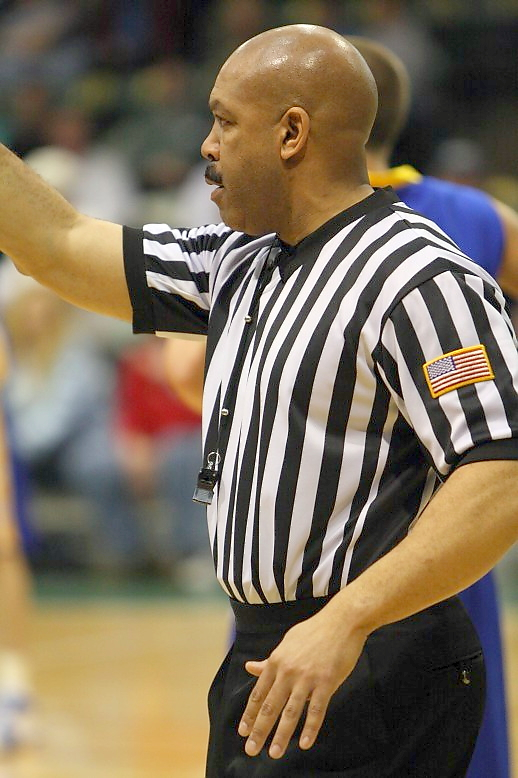
Schiedsrichter der College-Liga NCAA

Ein Spiel wird grundsätzlich von zwei Schiedsrichtern geleitet. In der NBA, der NCAA und vielen „höheren“ nationalen und internationalen Ligen bzw. Wettbewerben kommen jedoch drei Schiedsrichter zum Einsatz.
Alle Schiedsrichter sind gleichberechtigt und haben nur unterschiedliche Beobachtungsbereiche und Verantwortungen, die aber permanent wechseln. Maßgeblich ist hierbei die Position des Balls auf dem Spielfeld. Bei der Zwei-Schiedsrichter-Technik ist ein Unparteiischer vorderer Schiedsrichter. Seine Position ist hinter der Grundlinie der verteidigenden Mannschaft. Sein Kollege nimmt als folgender Schiedsrichter eine Position hinter dem Angriff etwa drei Meter vom Ball entfernt ein, wobei er sich im Bereich von der linken Auslinie bis etwa zur Spielfeldmitte aufhalten muss.
Außer den Schiedsrichtern gibt es noch ein Kampfgericht am so genannten Anschreibetisch. Hier sitzen Zeitnehmer (bei jedem Pfiff wird die Zeit gestoppt), 24-Sekunden-Zeitnehmer (man hat nur 24 Sekunden für einen Angriff) und Anschreiber (alle Punkte und Fouls werden im Anschreibebogen protokolliert). In Österreich lauten die Begriffe abweichend Schreiber, Schreibertisch und Spielbericht. In der Schweiz schreiben die Anschreiber am Schreibertisch das Matchblatt.

### Zeiteinteilung
Ein Basketballspiel besteht regulär aus Vierteln. In den Verbänden, die zur FIBA gehören, hat jedes Viertel eine Dauer von zehn Minuten. In der NBA werden pro Viertel zwölf Minuten gespielt. Steht es am Ende des vierten Viertels unentschieden, gibt es Verlängerungen zu je fünf Minuten (engl. overtime), bis eine Mannschaft als Sieger feststeht. Ursprünglich spielte man zwei Halbzeiten mit je zwanzig Minuten. Die neue Zeiteinteilung ist eine Übernahme aus der NBA, in der schon länger vier Viertel gespielt werden. Eine Ausnahme bildet die US-amerikanische Collegeliga der NCAA, bei der nach wie vor zwei Halbzeiten gespielt werden. Anders als z. B. beim Fußball wird hier nur die reine Spielzeit gezählt, die Zeit wird bei Spielunterbrechungen gestoppt, sobald der Schiedsrichter das Spiel unterbricht (z. B. bei Fouls oder Ausbällen). Die tatsächliche Dauer eines Spieles beträgt in der Regel 80 bis 100 Minuten.
Nach jedem Viertel und jeder Verlängerung gibt es eine Pause von zwei Minuten, die Halbzeitpause nach dem zweiten Viertel dauert fünfzehn Minuten (FIBA).

### Punktgebung
Für einen erfolgreichen Wurf werden im Normalfall zwei Punkte berechnet. Ein Wurf, bei dem sich der werfende Spieler zwingend hinter (und nicht auf) der so genannten Drei-Punkte-Linie befindet, bringt seiner Mannschaft drei Punkte. Die Drei-Punkte-Linie ist 6,75 Meter (seit Saison 2010/11) vom Mittelpunkt des Korbes (NBA: 7,24 m) entfernt.
Bei einem Foul während eines Korbwurfversuches bekommt der gefoulte Spieler die gleiche Anzahl an Freiwürfen, wie Punkte mit einem erfolgreichen Wurf möglich gewesen wären. Der Freiwurf erfolgt von der Freiwurflinie (englisch free-throw line) aus, die in 5,80 Meter Entfernung parallel zur Endlinie verläuft. Ein erfolgreicher Freiwurf zählt immer einen Punkt.
Wird ein Spieler unmittelbar während eines Wurfversuchs gefoult und ist der Versuch trotz des Fouls erfolgreich, werden diese Punkte regulär gezählt und der Spieler erhält zusätzlich einen Bonusfreiwurf. Somit hat er die Möglichkeit, 3 (bzw. 4) Punkte zu erzielen.

### Angriff
Im Angriff (engl. offense) gibt es zahlreiche Varianten. Oft werden sogenannte Systeme gespielt. Dabei handelt es sich um Varianten eines eingespielten Spielzugs, in dem jeder Angreifer einen bestimmten Laufweg hat. Ziel ist es durch das Stellen von Blocks usw. einem Spieler einen freien Wurf zu ermöglichen.
Gegen eine Zonenverteidigung wird die angreifende Mannschaft versuchen, eine Überzahlsituation auf einer Seite zu schaffen. Oder sie versucht viele Verteidiger auf eine Seite zu locken, um einen freien Spieler auf der anderen Seite zu erhalten.
Gegen eine Mannverteidigung kann der Angreifer versuchen, sich möglichst von dem ballführenden Spieler fernzuhalten. So bindet er seinen eigenen Verteidiger und ermöglicht dem Ballführenden eine 1-gegen-1-Situation.
Ein Beispiel ist die „Isolation“, wobei der Ballführer den Spielzug ansagt und alle Mitspieler ihren Mann nach außen drängen, sodass der ballführende Spieler nur gegen seinen direkten Gegenspieler („eins gegen eins“) zum Korb ziehen kann.

### Verteidigung

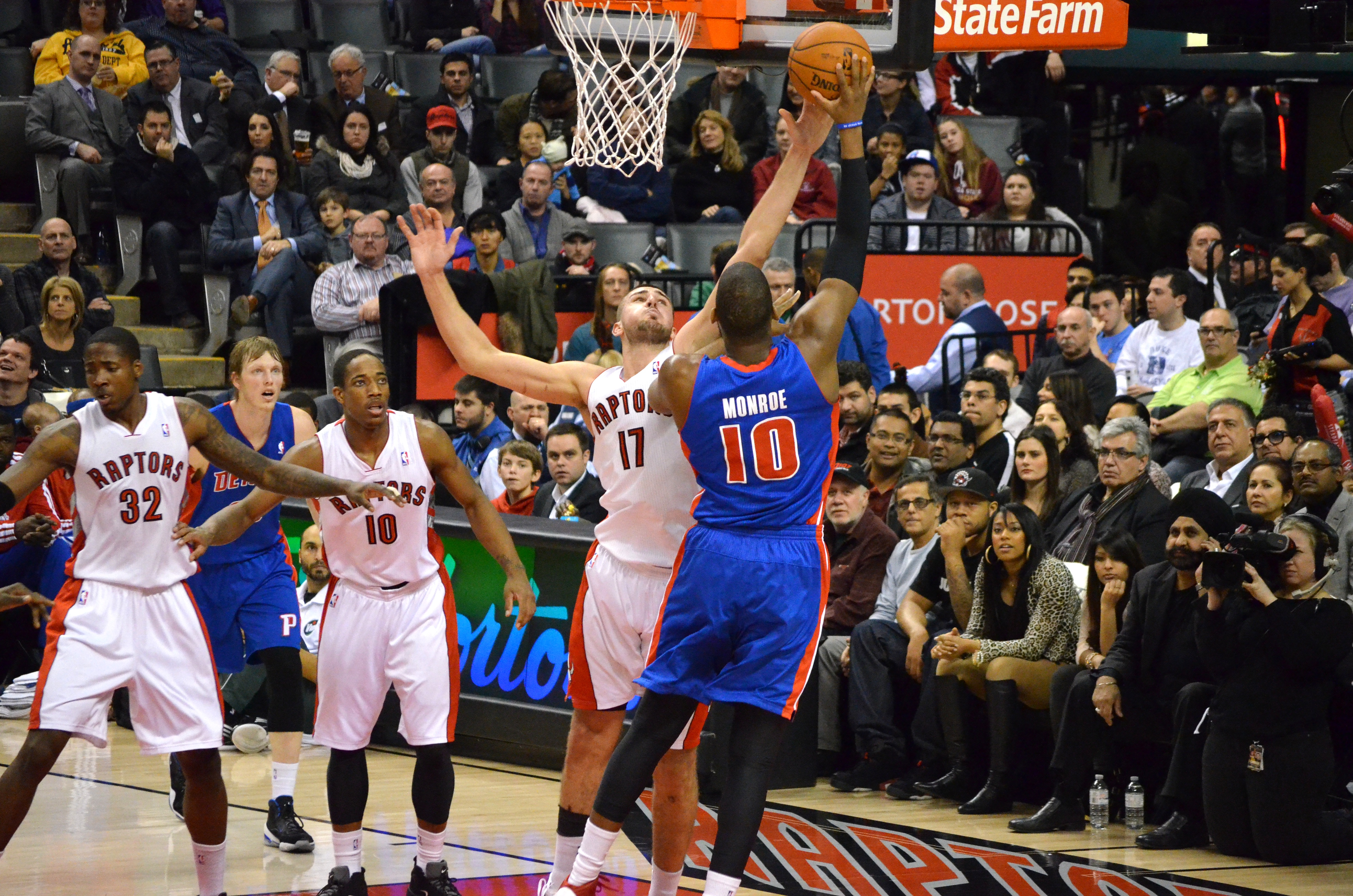
Block in einem Basketballspiel

Auf das System der Verteidigung (engl. defense) bezogen unterscheidet man grundsätzlich die Zonen- von der Mannverteidigung. Bei der Zonenverteidigung handelt es sich um eine Raumdeckung. Vereinfacht gesagt hat dabei jeder Verteidiger ein bestimmtes Gebiet (z. B. vorne rechts) zu verteidigen. Vorteil ist ein sehr kompaktes Zentrum. Es wird deshalb für den Gegner schwieriger, Punkte in der Nähe des Korbes zu erzielen. Nachteilig ist die Verteidigung von Fernwürfen (z. B. Dreier). Außerdem kann der Gegner durch geschicktes Überlagern versuchen, auf einer Seite gezielt eine Überzahlsituation herbeizuführen.
Bei der Mannverteidigung ist jedem Angreifer ein Verteidiger zugeordnet. Demgemäß wird ein freier Wurf von draußen schwieriger. Allerdings ist das Zentrum nicht voller Verteidiger, was den Zug zum Korb einfacher macht.
Schließlich gibt es noch Mischformen, die allerdings eher selten praktiziert werden. So könnte man bspw. mit vier Mann eine Zone spielen, während einer den gegnerischen Aufbauspieler Mann zu Mann verteidigt. Das bietet sich an, wenn der Gegner einen überragenden Spieler besitzt.

### Begriffe
- Assist: Passvorlage zu einem Spieler, der diesen Ball erfolgreich in den Korb wirft; hierbei wird immer die Anzahl der Assists jedes Spielers in Statistiken vermerkt.
- Crossover: Dribbel-Bewegung, die mit einem Kreuzschritt und einem Handwechsel gleichzeitig beginnt
- Double-double: Ein Spieler hat am Ende eines Spieles in zwei statistischen Kategorien (z. B. Vorlagen und Rebounds) einen zweistelligen Wert.
- Triple-double: Ein Spieler hat am Ende eines Spieles in drei statistischen Kategorien (z. B. Vorlagen, Rebounds und Punkte) einen zweistelligen Wert.
- Dunk: Wenn ein Spieler den Basketball mit einer Hand oder zwei Händen von oben durch den Ring drückt, wird dies als „(Slam) Dunk“ bezeichnet. In der NBA wurde der Slam Dunk Contest eingeführt, bei dem ausgewählte Spieler in artistischer Weise den Ball in den Korb „dunken“ (Auf Deutsch wird das als „Stopfen“ bezeichnet).
- Fast break: Ein Schnellangriff (dem Tempogegenstoß des Handballs ähnlich), der sich durch einen schnellen Ballvortrag und schnellen Abschluss (Wurf auf den Korb) auszeichnet.
- Korbleger: im englischen lay up genannt, eine der Wurfarten im Basketball

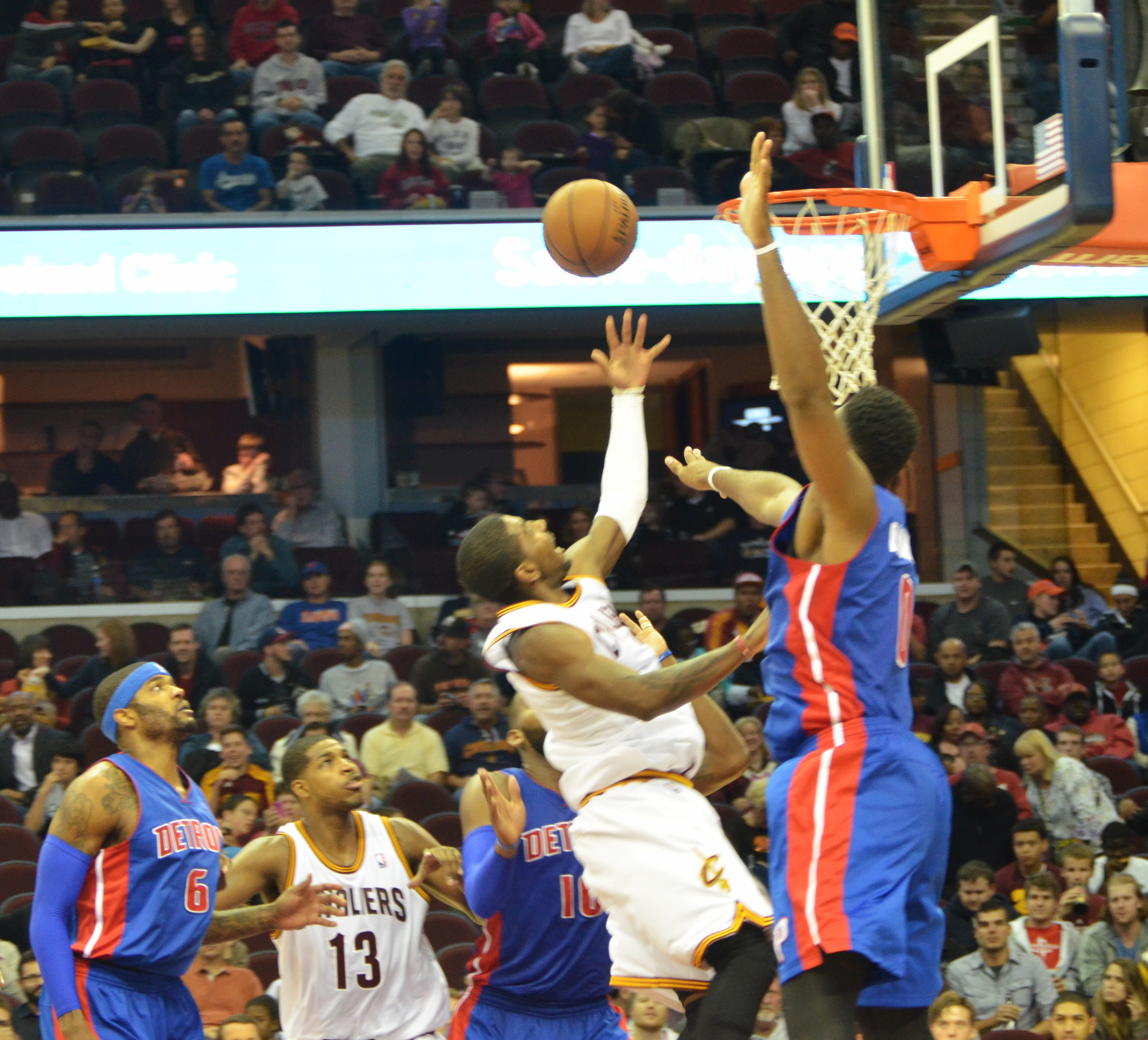
Kyrie Irving bei einem Korbleger

- Rebound: Ein Rebound besteht darin, dass ein Abpraller des Balles von einem Verteidiger (defensiver Rebound) oder Angreifer (offensiver Rebound) gefangen wird; die Anzahl der Rebounds wird in Statistiken vermerkt.
- Steal: Wenn ein Spieler seinem Gegner den Ball wegnimmt, wird dies als „Steal“ bezeichnet.
- Turnover: Ballverlust jeglicher Art z. B. durch einen Schrittfehler oder Fehlpass.
- Spielmacher (engl. playmaker): Als Spielmacher oder Aufbauspieler wird meist der Point Guard des Teams bezeichnet.
- Zone (Basketball): Der markierte Bereich, der sich direkt unter dem Korb bis zur Freiwurflinie erstreckt. Die Zone wird auch paint (weil sie in der Regel farblich markiert ist) oder key genannt (weil ihre Form von oben betrachtet wie ein Schlüssel aussah, bis sie in den 1960ern verbreitert wurde).
- 3-Punkt-Spiel: Wenn ein Spieler während eines erfolgreichen 2-Punkte-Korbwurfes gefoult wird und anschließend den Bonus-Freiwurf verwandelt, spricht man von einem 3-Punkt-Spiel (zwei Punkte für den Korb + ein Punkt für den Freiwurf).
- 4-Punkt-Spiel: Wenn ein Spieler während eines erfolgreichen 3-Punkte-Korbwurfes gefoult wird und anschließend den Bonus-Freiwurf verwandelt, spricht man von einem 4-Punkt-Spiel (drei Punkte für den Korb + ein Punkt für den Freiwurf).

## Spielregeln

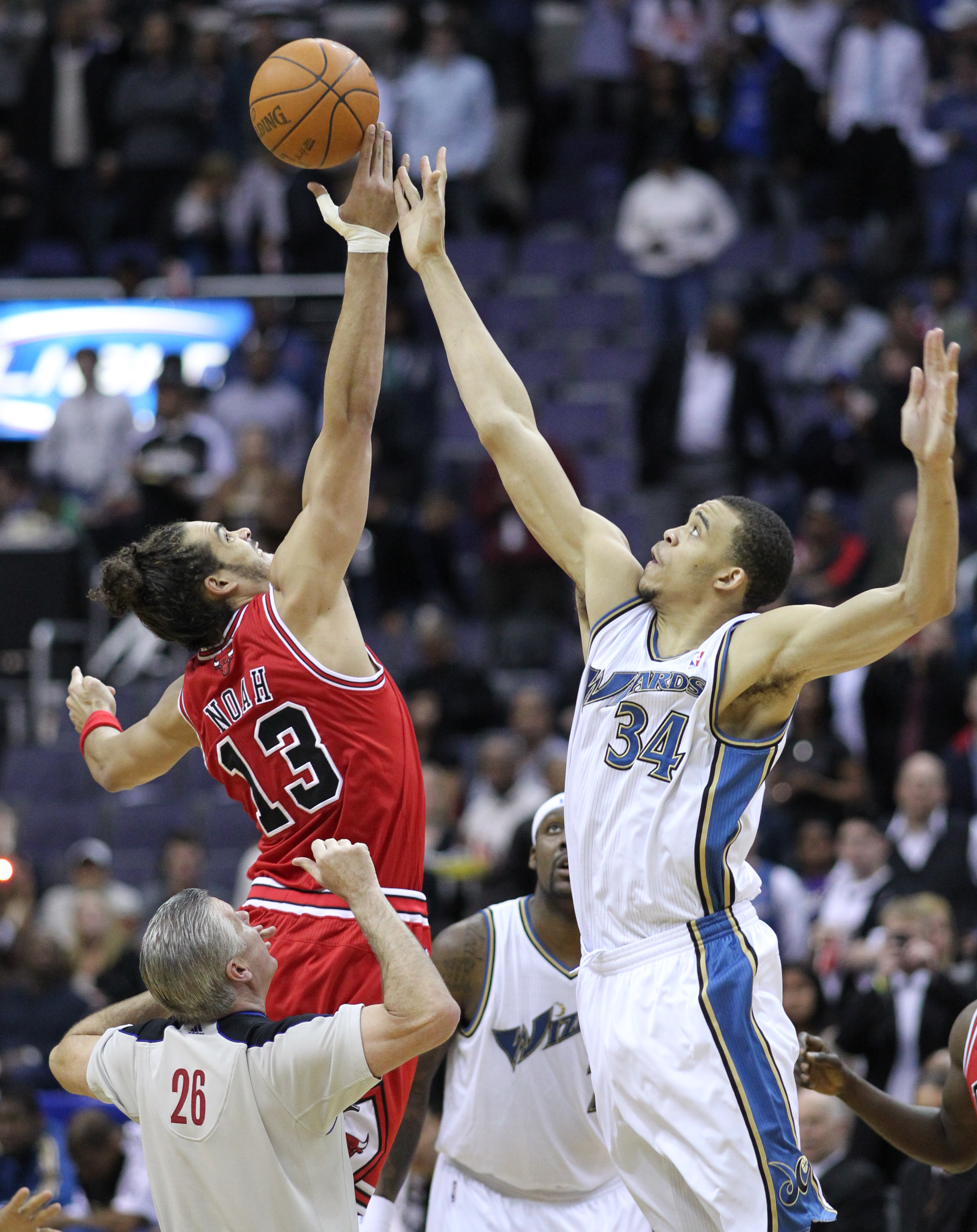
Der Sprungball im Mittelkreis eröffnet das Spiel.

Die im folgenden Abschnitt beschriebenen Spielregeln beziehen sich auf die offiziellen FIBA-Regeln. Unterschiede zu Regeln anderer Ligen, wie die der NBA oder NCAA, werden hier nicht immer berücksichtigt.

### Sprungball
Nach den FIBA-Regeln beginnt jedes Spiel mit einem Sprungball, um so den ersten Ballbesitz zu entscheiden. Dabei wirft einer der Schiedsrichter den Spielball im Mittelkreis zwischen zwei gegnerischen Spielern in die Höhe, die Spieler versuchen anschließend den fallenden Ball einem Mitspieler zuzuspielen. In den nachfolgenden Vierteln wechselt der Ballbesitz und wird mit einem Richtungspfeil am Kampfgericht angezeigt.
In der NBA wird der Sprungball auch bei anderen Spielsituationen eingesetzt, beispielsweise nach einem Doppelfoul mit Freiwürfen, allgemein wenn der Ballbesitz unklar ist. Der Sprungball wird dann nicht im Mittelkreis, sondern in dem Kreis (siehe Spielfeld), welcher der letzten Spielsituation am nächsten ist, ausgeführt.

### Fouls
Man unterscheidet zwischen persönlichen, technischen, unsportlichen (früher absichtlichen) und disqualifizierenden Fouls. Technische Fouls gibt es für technische Fehler, administrative Vergehen und Disziplinlosigkeit von Spielern und Trainern. Vergehen dieser Art sind beispielsweise Meckern, zu viele Spieler auf dem Feld, Hängen am Ring, Stören des Gegners durch Gestik und Mimik (z. B. Klatschen oder Schreien während des Wurfversuchs) oder heftiges Schwingen mit den Ellbogen, auch wenn kein Kontakt entsteht.
Unsportliche Fouls werden verhängt, wenn der Kontakt sehr hart ist oder der Spieler keine Aussicht hat, den Ball zu spielen und es zum Kontakt kommt (z. B. Stoß mit beiden Händen in den Rücken). Seit 2008 wird bei einem Schnellangriff (englisch: Fast break) ein Kontakt von der Seite und von hinten ebenfalls als unsportliches Foul gewertet.
Disqualifizierende Fouls werden wegen grober Unsportlichkeit (Tätlichkeit, Beleidigung etc.) ausgesprochen. Ein Foul, bei dem die Verletzung des Gegners in Kauf genommen wird, führt je nach Schwere zu einem unsportlichen oder disqualifizierenden Foul.
1998 ist das „Vorteil-Nachteil-Prinzip“ in die Basketballregeln mit aufgenommen worden, z. B. muss das Berühren des Gegners mit den Händen kein Foul sein. Die Schiedsrichter müssen entscheiden, ob der Spieler, der den Kontakt verursacht hat, einen unfairen Vorteil davon hat (siehe „Fouls“ bzw. Artikel 33.10 der offiziellen Basketballregeln von 2008).
Fouls des Verteidigers

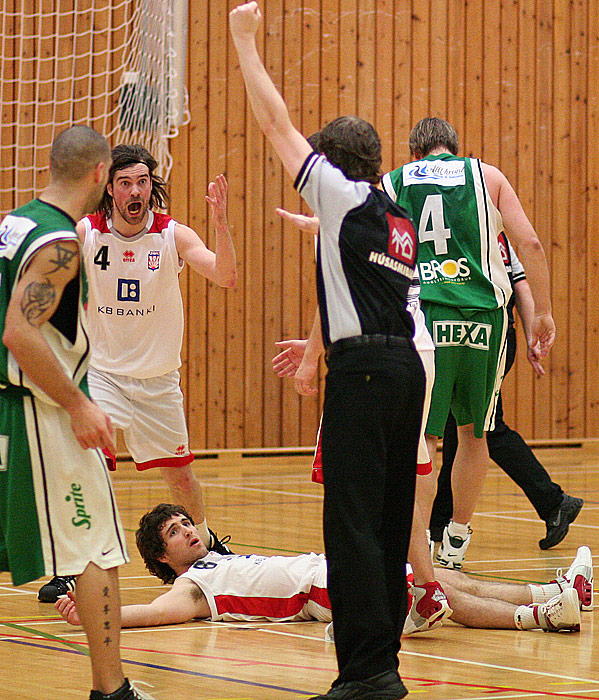
Der Schiedsrichter zeigt mit seiner Faust in die Höhe und mit der anderen Hand auf den foulenden Spieler.

Der Verteidiger begeht ein Foul durch Halten, Blockieren, Stoßen, Rempeln, Beinstellen und indem er die Bewegung eines Gegenspielers durch Ausstrecken von Hand, Arm, Ellbogen, Schulter, Hüfte, Bein, Knie oder Fuß behindert. Hat der verteidigte Angreifer gerade keinen Ball, ist durchaus ein gewisses Schieben und Zerren erlaubt.
Hat der verteidigte Angreifer den Ball, sind die Möglichkeiten des Verteidigers eingeschränkt. Der angreifende Spieler darf nicht gestoßen werden, es sei denn, dieser sucht gezielt den Körperkontakt. In diesem Fall darf der Angreifer nicht mit Beinen oder Armen behindert werden, sondern nur mit dem Körper. Gute Verteidiger sind so schnell, dass sie den Angreifer ohne den Einsatz der Arme abdrängen, vielleicht sogar zum Rückwärtslaufen bringen können.
Fouls des Angreifers
Ein Angreifer mit Ball begeht ein Foul, wenn es mit einem in legaler Verteidigungsposition stehenden oder sich rückwärts bewegenden Verteidigungsspieler zu einem Kontakt kommt (offensives Foul) und der Angreifer dadurch einen unfairen Vorteil bekommt. Typische Offensivfouls sind illegale Kontakte mit dem Ellenbogen, Wegstoßen des Gegners mit dem Unterarm oder wenn der Angreifer mit der Schulter voran in den Gegenspieler läuft.
Ein Angreifer ohne Ball begeht ein Foul, wenn er einen „bewegten Block“ (englisch: illegal screen oder moving pick) setzt. Stehende Blocks hingegen sind im Basketball erlaubt (im Gegensatz zum Fußball, wo das sogenannte „Auflaufenlassen“ als Foul gewertet wird). Ein weiterer Unterschied zum Foul eines Verteidigers ist, dass bei Offensivfouls (Foul der ballführenden Mannschaft) keine Freiwurfstrafen verhängt werden (Ausnahme: unsportliches Offensivfoul). Sie zählen allerdings zu den Teamfouls.
Folgen der Fouls

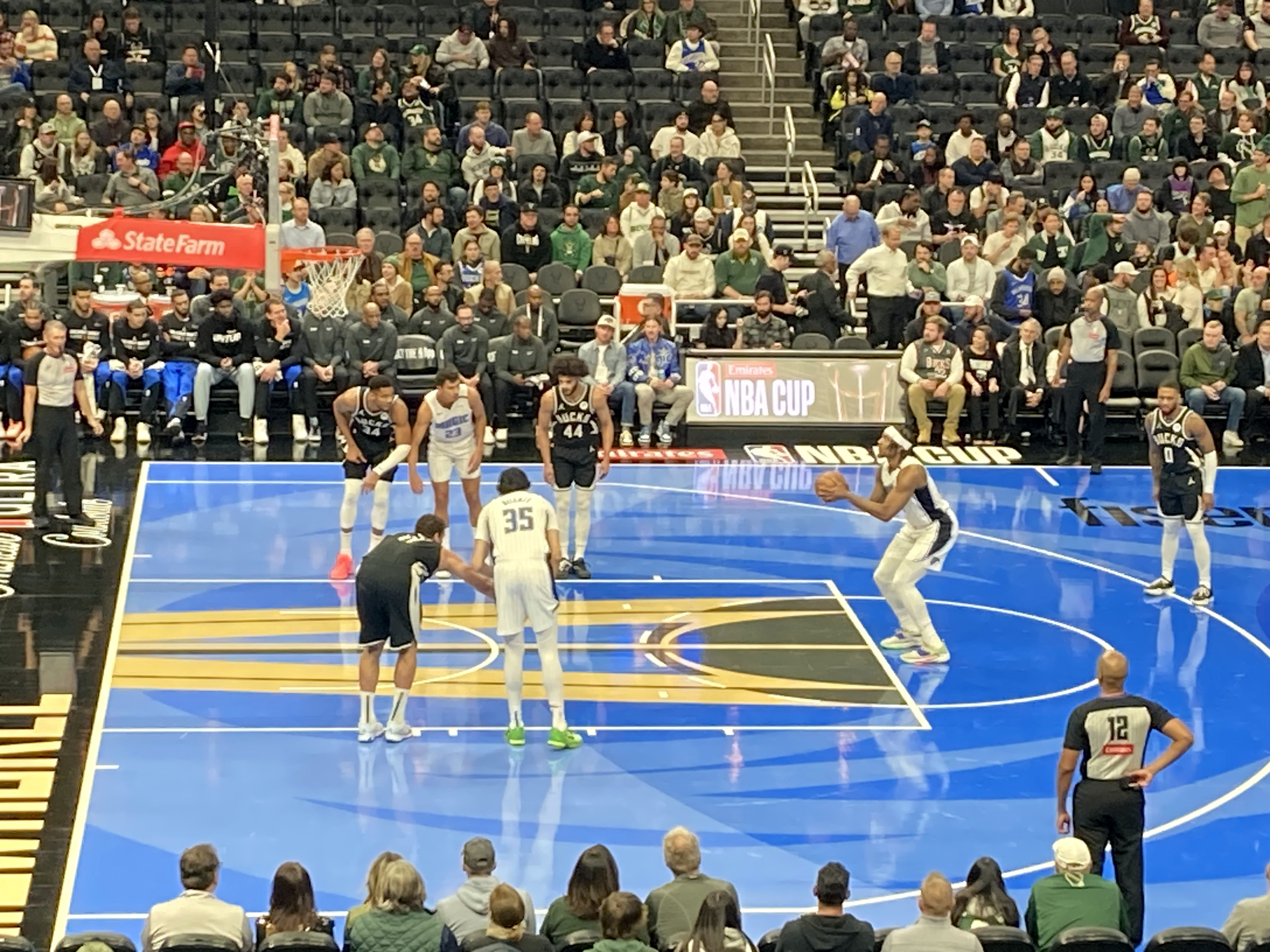
Freiwurf der Orlando Magic (2024)

Ein disqualifizierendes Foul oder zwei unsportliche Fouls führen zum Spielausschluss. Der Disqualifizierte muss die Halle sofort verlassen oder in der Mannschaftskabine das Ende des Spiels abwarten.
Fünf persönliche oder technische Fouls führen zum Verlust der Spielberechtigung für das laufende Spiel (NBA: sechs Fouls).
Zwei technische Fouls gegen einen Trainer, ein technisches Foul gegen einen Trainer und zwei technische Fouls gegen die Bank oder drei technische Fouls gegen die Bank führen zur Disqualifikation des Trainers.
Zu beachten ist, dass es sich um persönliche Strafen handelt. An der Anzahl der Spieler auf dem Feld ändert sich nichts.
Grundsätzlich führt ein Foul beim erfolglosen Korbversuch je nach Position des Gefoulten zu zwei oder drei Freiwürfen. Bei einem Korberfolg mit Foul – sprich der Angreifer wird bei der Korbwurfaktion gefoult – erhält der Gefoulte die Punkte und zusätzlich einen Bonusfreiwurf.
Ein Foul ohne Korbversuch führt grundsätzlich nicht zu Freiwürfen. Ausnahme: Ab dem 5. Mannschaftsfoul (alle persönlichen und technischen Fouls aller Spieler eines Teams pro Viertel, Foulgrenze) gibt es pro Verteidiger-Foul grundsätzlich zwei Freiwürfe (früher gab es in dieser Situation 1 + 1 Freiwürfe, d. h., nur wenn der erste ein Treffer war, gab es einen zweiten).

### Zeitübertretungen
24-Sekunden-Regel

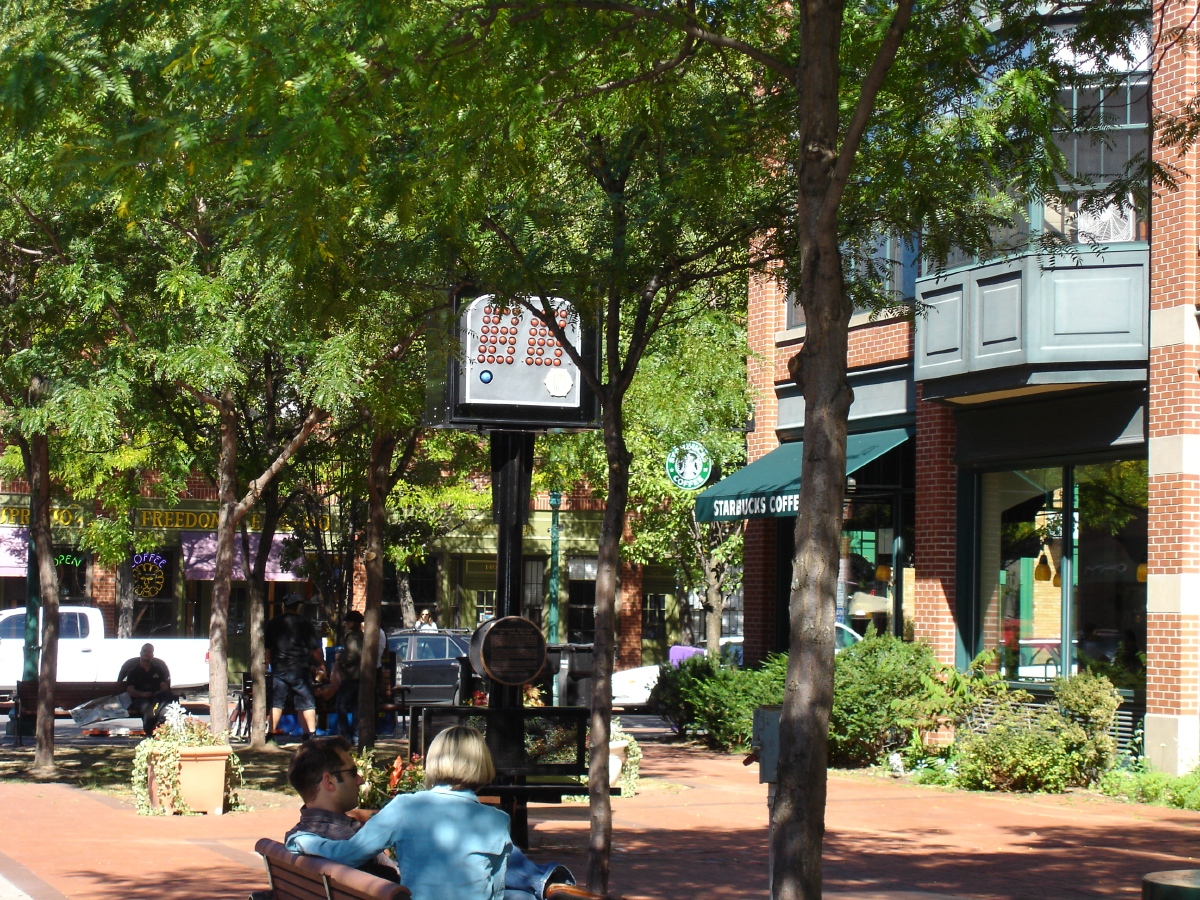
Die Original 24-Sekunden-Uhr (Shotclock) in Syracuse, New York

Jeder Angriff darf maximal 24 Sekunden dauern (u. a. in Deutschland, USA; 30 oder 45 Sekunden sind nur in wenigen Ländern erlaubt), die auf einer Wurfuhr heruntergezählt werden. Die Zeit wird dabei neu gestartet, wenn der Schiedsrichter „absichtliches Spielen des Balles mit dem Fuß“ pfeift. Außerdem startet die Zeit nach jeder Ringberührung des Balles mit nun 14 Sekunden von neuem. Schließlich führt auch ein Ballwechsel, (Verteidiger erobert den Ball und wird zum Angreifer, sogenannter „Steal“) sowie ein Foul der verteidigenden Mannschaft zum Neustart der 24-Sekunden-Uhr. Hingegen führt eine Ausball-Entscheidung ohne Wechsel des Ballbesitzes nicht zum Neustart. Zu spektakulären Szenen führt folgende Besonderheit: Ein Korb zählt, wenn ein Spieler den Ball vor Ablauf der 24-Sekunden-Uhr abwirft. Das Signal ertönt dann, während der Ball sich in der Luft befindet (auch ein in der letzten Sekunde des Spieles abgeworfener Ball zählt, obwohl er den Korb erst nach Ablauf der Spielzeit erreicht). Im amerikanischen College-Basketball hat man für einen Angriff 35 Sekunden Zeit, was zu weniger Punkten als im Profi-Basketball führt.
8-Sekunden-Regel
Bekommt eine Mannschaft den Ball oder gibt es einen Einwurf, so muss sie innerhalb von acht (bei 24 Sekunden) Sekunden den Ball in die gegnerische Hälfte bringen. Gelingt ihr das nicht, gibt es einen Einwurf für den Gegner an der Mittellinie.
3-Sekunden-Regel
Während eines Angriffs dürfen sich die Spieler der angreifenden Mannschaft nicht länger als drei Sekunden ununterbrochen in der gegnerischen Zone (im Freiwurfraum) aufhalten, unabhängig davon, ob der jeweilige Spieler im Ballbesitz ist oder nicht. Hier ist aber anzumerken, dass kein Schiedsrichter die drei Sekunden mit der Uhr stoppt. Sie werden (wie die 8-Sekunden) „im Kopf“ gezählt oder nach Gefühl entschieden. Auf hochklassigem Niveau wird selten aufgrund dieser Regel gemaßregelt.
Mittlerweile sind die Schiedsrichter angewiesen, den 3-Sekunden-Verstoß nicht zu ahnden, wenn ein Angreifer zwar mehr als drei Sekunden in der Zone steht, aber während dieser Zeit nicht aktiv ins Spiel eingreift. Wenn ein Spieler den Ball erhält, nachdem er bereits drei Sekunden oder länger in der Zone gestanden hat, ist dies eine Regelübertretung. Nachsicht wird mit einem Spieler geübt, wenn dieser zwei Sekunden in der Zone ist, aber er sofort auf den Korb wirft oder zum Korbleger ansetzt.
5-Sekunden-Regel
Ein Spieler darf beim Einwurf den Ball nur maximal fünf Sekunden festhalten, bis er den Einwurf ausführt. Im Spiel muss er nach fünf Sekunden einen Korbwurf machen, anfangen zu dribbeln oder den Ball abgeben, wenn er nah bewacht wird. Sollte eine dieser Regeln verletzt werden, so erhält die gegnerische Mannschaft den Ball durch Einwurf an der nächstgelegenen Auslinie.

### Aus
Auf Aus wird entschieden, wenn Ball oder ballführender Spieler auf oder außerhalb der Auslinie den Boden berühren. Der Ball ist hingegen nicht im Aus, wenn er sich außerhalb der Auslinie in der Luft befindet. Ein Spieler, der innerhalb des Spielfelds abspringt, kann ihn ins Spiel zurückpassen, solange Spieler oder Ball nicht den Boden berühren.

### Rückspiel

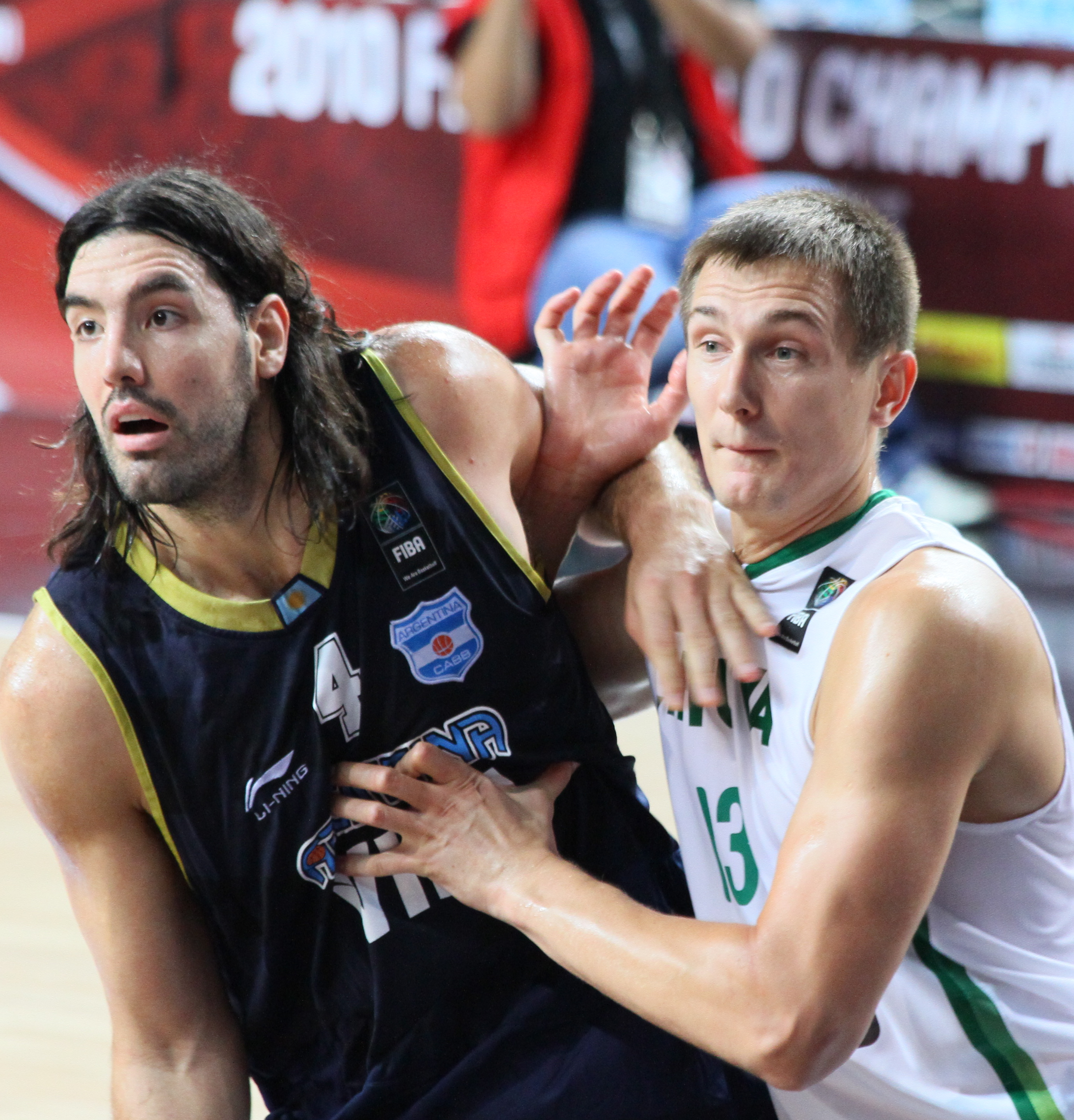
Der Argentinier Luis Scola und der Litauer Paulius Jankūnas bei einem Länderspiel.

Bei einem Angriff darf der Spielball von keinem Spieler der ballführenden Mannschaft von der gegnerischen Hälfte (Vorfeld) in die eigene Spielfeldhälfte (Rückfeld) zurückgespielt werden. Geschieht dies doch, ist das ein Regelverstoß, das sogenannte „Rückspiel“ (engl. backcourt violation). Als Rückspiel wird dabei jede Ballbewegung über die Mittellinie gewertet, es ist also egal, ob gepasst oder gedribbelt wurde. Der Ball ist bei einem Dribbling erst dann im Vorfeld, wenn sowohl Ball als auch beide Füße des Dribbelnden Kontakt mit dem Vorfeld haben. Ein Verstoß dagegen wird mit einem Einwurf der gegnerischen Mannschaft von der Seitenlinie her bestraft; dies nächst der Stelle, an der der Spieler den Ball im Rückfeld berührt.
Ausnahmen: Es ist kein Rückspiel, wenn ein Verteidiger den Ball ins Rückfeld der angreifenden Mannschaft zurücktippt (beim „Tippen“ des Balles wechselt nicht der Ballbesitz) oder der Ball von einem angreifenden Spieler ins Rückfeld gepasst und von einem gegnerischen Spieler abgefangen wird (der Einwurf entfällt hier logischerweise, da der Ballbesitz sowieso wechselt).
Es gilt nicht als Rückspiel, wenn ein Spieler im Vorfeld abspringt und den Ball im Flug zurück ins Vorfeld spielt.
Des Weiteren darf ein Verteidiger im Vorfeld abspringen, den Ball fangen und in seinem Rückfeld landen. Dagegen darf er nicht in dieser Situation den Ball zu einem Mitspieler tippen bzw. passen.

### Schrittfehler
Der ballführende Spieler muss dribbeln (den Ball auf den Boden tippen), wenn er sich fortbewegen will. Tut er dies nicht, wird auf Schrittfehler (travelling) entschieden und der Gegner bekommt Einwurf an der Seitenlinie. Nach den FIBA-Regeln muss zuerst gedribbelt werden, die NBA-Regeln erlauben, zuerst den Schritt und dann das Dribbling zu machen.
Nachdem er aufhört zu dribbeln und noch in der Bewegung, d. h. beim Laufen ist, darf er noch zwei Bodenkontakte mit den Füßen haben, bevor er passt oder auf den Korb wirft. Dabei darf das Standbein zum Zwecke des Passes oder Wurfes angehoben, aber nicht wieder aufgesetzt werden (z. B. beim aufgelösten Sternschritt).

### Doppeldribbling
Sobald ein Angreifer den Ball nach einem Dribbling (Tippen des Balles auf den Boden) aufnimmt, darf er nicht erneut zum Dribbling ansetzen. Ein Verstoß gibt Einwurf für den Gegner von der Seitenlinie. Eine andere Version hiervon ist Carrying: In diesem Fall dreht der Spieler während des Dribbelns seine Hand um, sodass die Hand unter dem Ball ist. Die Folgen sind dieselben wie beim normalen Doppeldribbling. Das sogenannte „Fumbling“ zählt nicht als Dribbling. Dabei tippt der Ball zwar auf dem Boden auf, aufgrund der fehlenden Ballkontrolle ergibt sich daher aber keine Regelübertretung.

### Goaltending

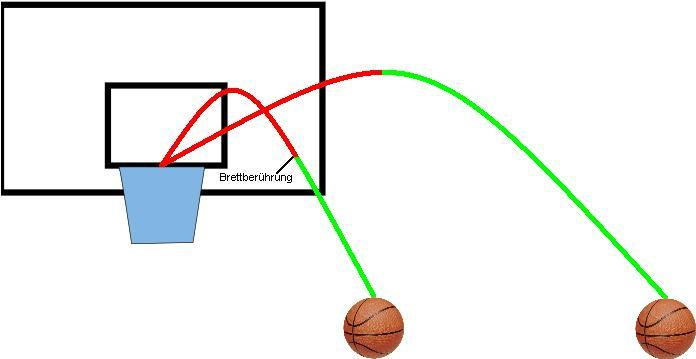
Nur in der grünen Flugphase ist es erlaubt den Ball zu blocken, danach wäre es Goaltending.

Es ist nur erlaubt, einen vom Gegner gezielt auf den Korb geworfenen Ball aus der Luft zu fangen oder zu blocken, solange er sich in der Aufwärtsbewegung befindet. Hat er den Scheitelpunkt seines Fluges erreicht oder befindet sich bereits im Sinkflug und vollständig über Ringniveau, muss der Ball erst den Korb berühren, bevor er wieder frei spielbar ist. Etwas anderes gilt nur, wenn der Ball offensichtlich danebengeht. Anfangs gab es diese Regel nicht und so gingen sehr groß gewachsene Spieler dazu über, sich unter den eigenen Korb zu stellen und alle Würfe abzufangen.
Eine weitere Form des Goaltending liegt darin, den Ball zu blocken, nachdem er das Brett berührt hat und er sich vollständig über Ringniveau befindet. Berührt ein Ball bei einem Korbwurf das Brett, ist er nicht frei, außer es ist offensichtlich, dass er danebengeht. Dabei ist es im Gegensatz zum Wurf ohne Brett egal, ob er sich noch in der Aufwärts- oder schon in der Abwärtsbewegung befindet.
Ein Spieler begeht Goaltending bei einem Freiwurf, wenn er den Ball auf dem Flug zum Korb berührt, bevor dieser den Ring berührt.
Auch das Greifen ins Netz oder Schlagen ans Brett durch einen Verteidiger, der dadurch einen Korb verhindert, kann man im weiteren Sinne als Goaltending bezeichnen.
Folge von Goaltending ist, dass der angreifenden Mannschaft der Korbversuch als Korberfolg gewertet wird.
Die angreifende Mannschaft kann auch Goaltending gepfiffen bekommen, die Voraussetzungen sind die gleichen. Das nennt man dann Offensive Interfence.

### Fußspiel
Als Fußspiel bezeichnet man das absichtliche Berühren des Balles mit dem Fuß, Knie oder Bein. Wird das Fußspiel von einem Defensivspieler begangen, wird die Shot Clock, sofern mehr als 10 Sekunden vergangen sind, auf 14/24 Sekunden gesetzt (14 im Vorfeld, 24 im Rückfeld). Sind nicht mehr als 10 Sekunden vergangen, spielt man mit der bestehenden Zeit weiter. Sofern dagegen ein Offensivspieler das Fußspiel begeht, bekommt die gegnerische Mannschaft den Ball und die vollen 24 Sekunden eines neuen Angriffs.

### Entwicklung der Basketballregeln

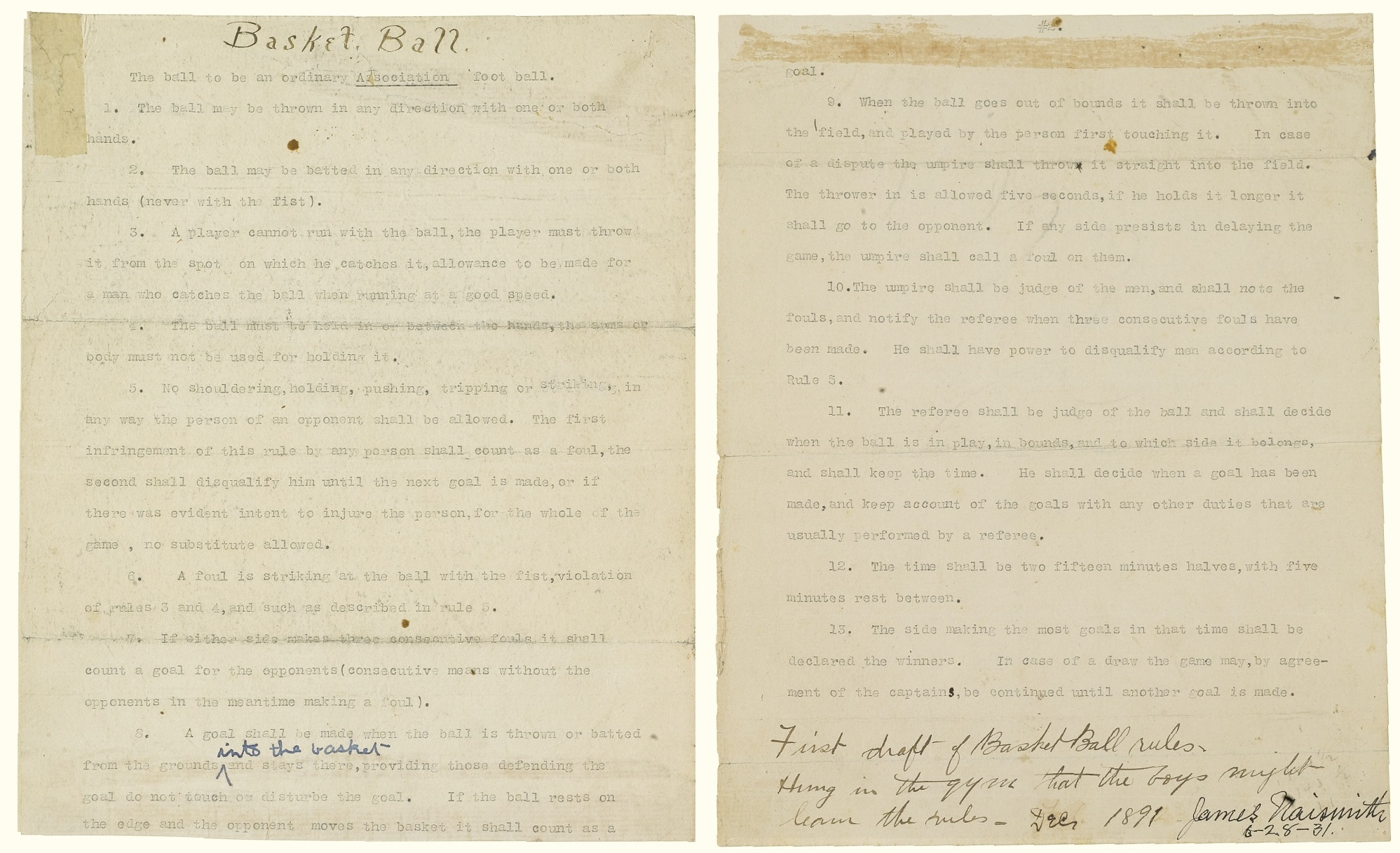
Schriftlicher erster Entwurf der Basketballregeln von Naismith

Am 15. Januar 1892 veröffentlichte James Naismith seine Regeln für das von ihm erfundene Spiel „Basket Ball“: Das ursprüngliche Spiel, das nach diesen Regeln gespielt wurde, unterschied sich stark von dem heutigen, da es kein Dribbling, Dunking, Drei-Punkte-Würfe oder eine Wurfuhr gab, und Goaltending war legal.
Grundsätzlich wird weltweit nach den jeweils gültigen FIBA-Regeln gespielt. In der NBA sind eigene Regeln gültig, die sich ebenfalls historisch entwickelt haben und die auf die besonderen US-amerikanischen Anforderungen des Profi-Sports (z. B. Unterbrechungen des Spiels für TV-Werbeeinblendungen) ausgerichtet sind. Bei internationalen Turnieren (z. B. Olympischen Spielen), die unter der Kontrolle der FIBA ausgerichtet werden, müssen sich alle NBA-Profis auf die FIBA-Regeln umstellen.

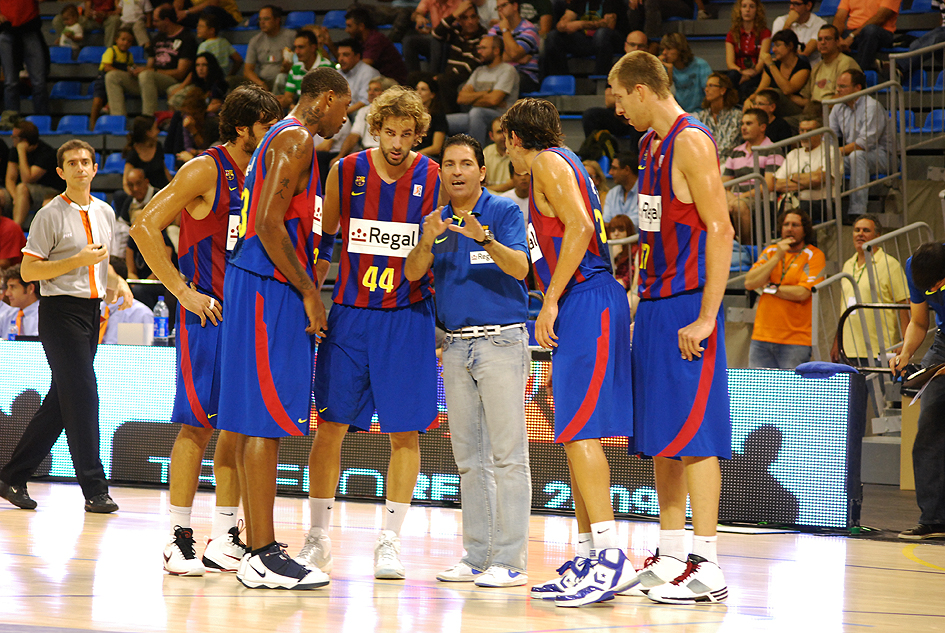
Auszeit (Timeout) während eines Spiels des FC Barcelona

- 1895: Die Freiwurf-Linie wurde offiziell auf 4,6 Meter vom Korb gesetzt. Davor war die Freiwurf-Linie oft auf 6,1 Meter vom Korb gesetzt.
- 1896: Ein Treffer wurde von drei auf zwei Punkte heruntergesetzt. Freiwürfe wurden von drei auf einen Punkt heruntergesetzt.
- 1911: Spieler wurden nach ihrem vierten Foul disqualifiziert.
- 1914: Die Unterseite des Netzes wurde geöffnet, dadurch konnte der Ball durchfallen.
- 1922: Das Rennen mit dem Ball, ohne zu dribbeln, (travelling) führte dazu, dass die gegnerische Mannschaft den Ball bekommt.
- 1924: Der gefoulte Spieler musste selbst den Freiwurf ausführen. Davor war es so, dass jede Mannschaft einen Freiwurfspezialisten hatte, der Freiwürfe warf.
- 1931: Die Größe des Basketballs wurde von 813 auf 787 Millimeter (Umfang) reduziert.
- 1935: Die Größe des Basketballs wurde ein weiteres Mal reduziert (zwischen 749 und 768 mm).
- 1936: Der offensive Spieler durfte ab sofort nicht länger als drei Sekunden (mit und ohne Ball) vor der Freiwurf-Linie stehen.
- 1945: Fünf persönliche Fouls führen zum Ausschluss des Spielers. Das unbegrenzte Einsetzen der Ersatzspieler wurde eingeführt.
- 1948: Einführung der Drei-Sekunden-Regel durch die FIBA auf der Konferenz in London[22]
- 1949: Den Coaches wurde es erlaubt, während der Timeouts mit den Spielern zu reden.
- 1956: Einführung der 30-Sekunden-Regel durch die FIBA
- 1957: Die Freiwurf-Linie wurde offiziell auf 4,6 Meter vom Brett gesetzt.
- 1984: Die FIBA führt die Drei-Punkte-Linie (Entfernung 6,25 m) ein.
- 1985–1986: Die NCAA setzte die Angriffszeit bei den Herren auf 45 Sekunden fest.
- 1993–1994: Die Angriffszeit wurde von 45 auf 30 Sekunden verringert.
- 1994: Die 1-und-1-Regel bei Mannschaftsfouls wurde abgeschafft. Es werden immer zwei Freiwürfe zugesprochen.
- 2000: Die Angriffszeit wurde von 30 auf 24 Sekunden verringert.
- 2002: Der wechselnde Ballbesitz wurde anstelle von Sprungbällen eingeführt.
- 2008: Sonderregel für 24 Sekunden sowie Änderung der Rückspielregel (beides FIBA)

### Spielregeln der FIBA und anderer Ligen
Neben den Ligen, die nach den internationalen FIBA-Regeln spielen, gibt es vor allem in der nordamerikanischen Liga leicht abweichende Regeln. Diese Abweichungen resultierten meist aus dem Grund, das Spiel attraktiver für die Zuschauer zu gestalten oder sind historisch gewachsen.
Die folgende Tabelle zeigt die wesentlichen Regelabweichungen der wichtigsten nordamerikanischen Ligen zu den FIBA-Regeln:
|                                            | FIBA                                     | NBA                                               | WNBA         | NCAA                                       |
| ------------------------------------------ | ---------------------------------------- | ------------------------------------------------- | ------------ | ------------------------------------------ |
| 3-Punkte-Linie (vom Mittelpunkt des Rings) | 6,25 m bzw. 6,75 m Bogen / 6,60 m Gerade | 7,24 m (23 ft 9 in) Bogen / 6,70 m (22 ft) Gerade | 6,25 m       | 6,02 m (19 ft 9 in)                        |
| Freiwurflinie (vom Mittelpunkt des Rings)  | 4,225 m                                  | 4,191 m (13 ft 9 in)                              | 3,96 m       | 3,96 m                                     |
| Spielzeit                                  | 4 × 10 min                               | 4 × 12 min                                        | 4 × 10 min   | 2 × 20 min                                 |
| Zeit für einen Angriff                     | 24 s                                     | 24 s                                              | 24 s         | 30 s (Männer) 30 s (Frauen)                |
| Spielfeldgröße                             | 28 m × 15 m                              | 28,65 m × 15,24 m (94 ft × 50 ft)                 | 28 m × 15 m  | 25,6 m × 15,24 m                           |
| Umfang des Balles                          | 75–78 cm                                 | 75 cm                                             | 72,4–73,2 cm | 75–76,2 cm (Männer) 72,4–73,62 cm (Frauen) |
| Gewicht des Balles                         | 567–650 g                                | 625 g                                             | 510–565 g    | 565–625 g (Männer) 510–565 g (Frauen)      |

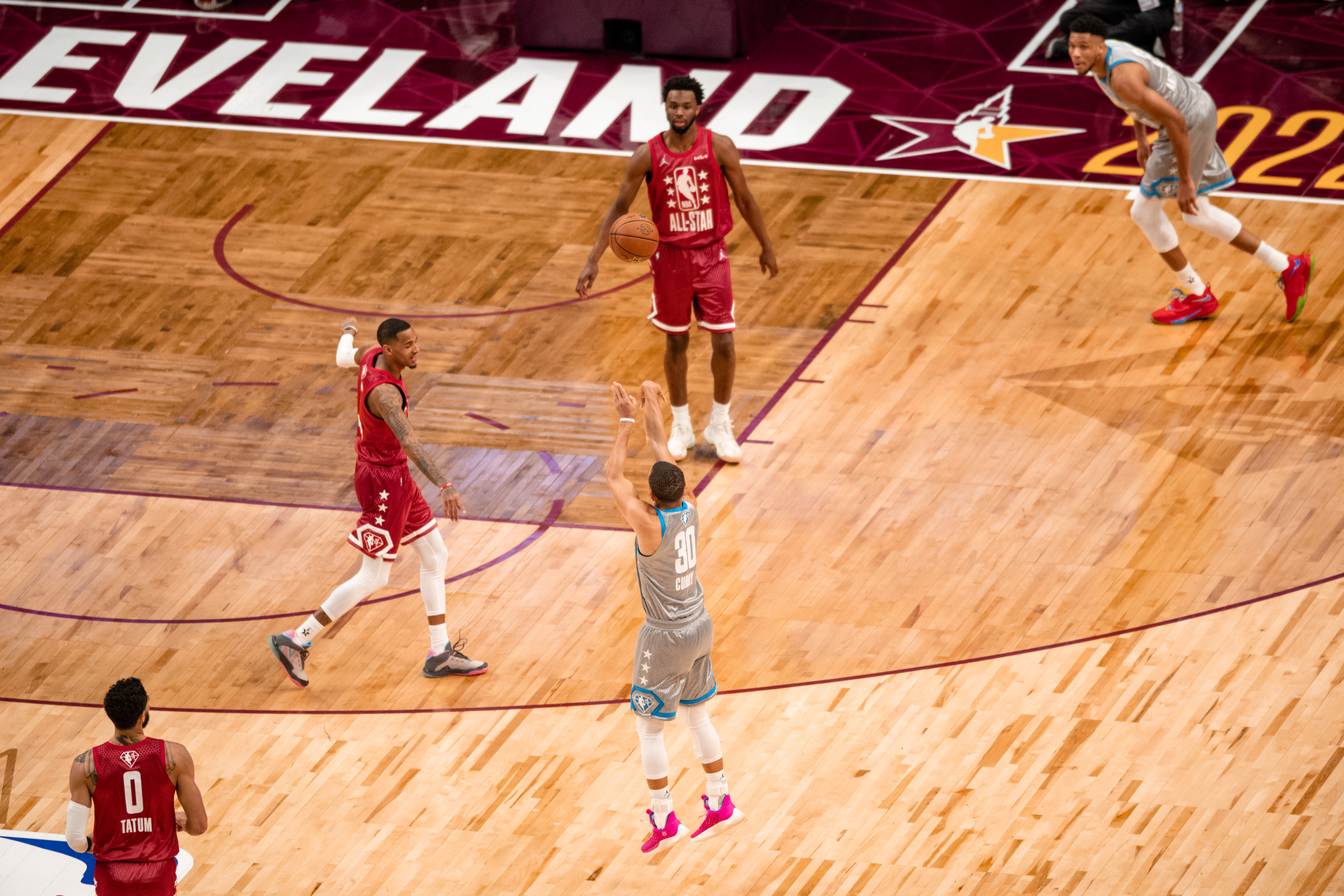
Der beste Dreierschütze der Geschichte Steph Curry im Wurf

Die FIBA strebt weltweit einheitliche Regeln an. Dies soll schrittweise geschehen. Dazu hat sie am 25. Mai 2008 unter anderem folgende Regeländerungen beschlossen:
Gültig ab 1. Oktober 2008:
1. Es dürfen keine sichtbaren T-Shirts mehr unter der Spielbekleidung getragen werden.
2. Stürzt ein Spieler und rutscht dann mit Ball über den Boden, ist dies kein Regelverstoß.
3. Der Ball ist bei einem Dribbling erst dann im Vorfeld, wenn sowohl Ball als auch beide Füße des Dribbelnden Kontakt mit dem Vorfeld haben.
4. Es gilt nicht als Rückspiel, wenn ein Spieler im Vorfeld abspringt, im Flug neue Mannschaftsballkontrolle erlangt und danach im Rückfeld aufkommt.
5. Es gilt als Stören des Balles, wenn ein Spieler von unten durch den Ring greift und den Ball berührt.
6. Ein unsportliches Foul liegt vor, wenn ein Verteidiger von hinten oder seitlich einen Kontakt mit dem Gegner verursacht, der ansonsten bei einem Schnellangriff freien Weg zum Korb hätte.
7. Ein technisches Foul kann gepfiffen werden, wenn ein Spieler heftig seinen Ellbogen schwingt, ohne den Gegenspieler zu berühren.

Die folgenden Regeln sind bei internationalen Wettbewerben der FIBA ab 1. Oktober 2010 und bei den höchsten Wettbewerben der nationalen FIBA-Verbände ab 1. Oktober 2012 gültig:
1. Die Drei-Punkt-Linie wird von 6,25 Meter um 50 Zentimeter auf 6,75 Meter verlegt.
2. Die Zone wird rechteckig und nicht mehr trapezförmig markiert.
3. Als Ergänzung zur 24-Sekunden-Regel gibt es die 14-Sekunden-Regel der FIBA. Diese bezieht sich ausschließlich auf Einwurfsituationen in der gegnerischen Hälfte (Vorfeld) (wie zum Beispiel nach einem Foul der verteidigenden Mannschaft oder nach „absichtlichen Spielen des Balles mit dem Fuß“). Sofern zum Zeitpunkt der Spielunterbrechung noch 13 oder weniger Sekunden für den Angriff auf den Korb laut 24-Sekunden-Regel zur Verfügung stehen, verbleibt der angreifenden Mannschaft noch 14 Sekunden für den Angriff auf den Korb (24-Sekunden-Uhr wird auf 14 Sekunden, anstatt 24 Sekunden gestellt). Diese Regel gilt allerdings nicht bei Situationen wie Aus.

## Verbände und Ligen

### FIBA

Die fünf Kontinentalverbände der FIBA.

Der Weltbasketballverband wurde am 18. Juni 1932 in Genf unter dem Namen „FIBA“ (Fédération Internationale de Basketball Amateur) gegründet. Die Gründungsmitglieder waren Argentinien, Griechenland, Italien, Lettland, Portugal, Rumänien, Schweiz und Tschechoslowakei; seit 2002 hatte die FIBA ihren Sitz in Genf.
Zwei Jahre zuvor wurde die Sportart „Basketball“ offiziell von dem Internationalen Olympischen Komitee anerkannt. Seit dem Jahr 1950 findet in einem zeitlichen Abstand von vier Jahren ein FIBA-Turnier für Männer statt. Im Jahr 1953 wurde dieses Event auch für Frauen eingeführt.
Im Jahr 1989 hat der Weltbasketballverband die Freigabe für professionelle Spieler erteilt. Seither vertreten internationale Basketballspieler wie Dwyane Wade oder Tim Duncan ihre Nationalmannschaft bei den Olympischen Spielen.

### US-amerikanische Profiligen

NBA-Teams, Conferences und Divisions
Western Conference
Northwest
Southwest
PacificEastern Conference
Atlantic
Central
Southeast

Eine der bekannteren späten Basketball-Profiligen vor der Entstehung der NBA wurde von drei Konzernen (General Electric, Firestone, Goodyear) im Jahr 1937 unter dem Namen „National Basketball League“ (kurz: NBL) gegründet. Diese Liga wurde im Jahr 1949 aufgelöst und mit der „Basketball Association of America“ (kurz: BAA) zur „National Basketball Association“ (kurz: NBA) vereint. Diese BAA, in der bekannte Spieler wie Bob Davies spielten, hatte im Gründungsjahr 1946 neue und größere Arenen für den Basketball erschlossen. Die NBA wird meist ohne besondere Erwähnung als Kontinuum der BAA angesehen.
Die NBA ist zurzeit die populärste Basketball-Profiliga der Welt. Dreißig Mannschaften aus insgesamt sechs Divisions (Atlantic, Central, Southeast, Northwest, Pacific, Southwest) spielen in der Hauptrunde (Regular Season) um den Einzug in die Playoffs. In den Playoffs treten die jeweils acht besten Mannschaften der Western und Eastern Conference in einem K.-o.-System gegeneinander an.
Im Zuge der zunehmenden Gleichberechtigung wurde am 24. April 1996 die Women’s National Basketball Association (WNBA) gegründet.

### Deutsche Verbände
Der Basketball in Deutschland wird vom Deutschen Basketball Bund (DBB) mit Sitz in Hagen organisiert. Der Präsident des DBB ist seit dem Jahr 2006 Ingo Weiss. Die oberste Spielklassen bilden bei den Männern die Basketball-Bundesliga, ProA und ProB sowie bei den Frauen die 1. Damen-Basketball-Bundesliga und die 2. Damen-Basketball-Bundesliga. Im Leistungsjugendbereich kommen noch die Nachwuchs- und Jugend-Basketball-Bundesliga hinzu.
Der Breiten- und Amateursport sowie die Regionalligen werden von den folgenden Landesverbänden organisiert:
| - Basketballverband Baden-Württemberg - Bayerischer Basketball Verband - Berliner Basketball Verband - Brandenburgischer Basketball-Verband. - Bremer Basketball-Verband - Hamburger Basketball-Verband - Hessischer Basketball-Verband - Basketballverband Mecklenburg-Vorpommern | - Niedersächsischer Basketballverband - Basketballverband Rheinland-Pfalz - Basketballverband Saar - Basketballverband Sachsen - Basketball-Verband Sachsen-Anhalt - Basketball-Verband Schleswig-Holstein - Thüringer Basketball Verband - Westdeutscher Basketball-Verband |

### Internationale Verbände
- Basketball in Argentinien

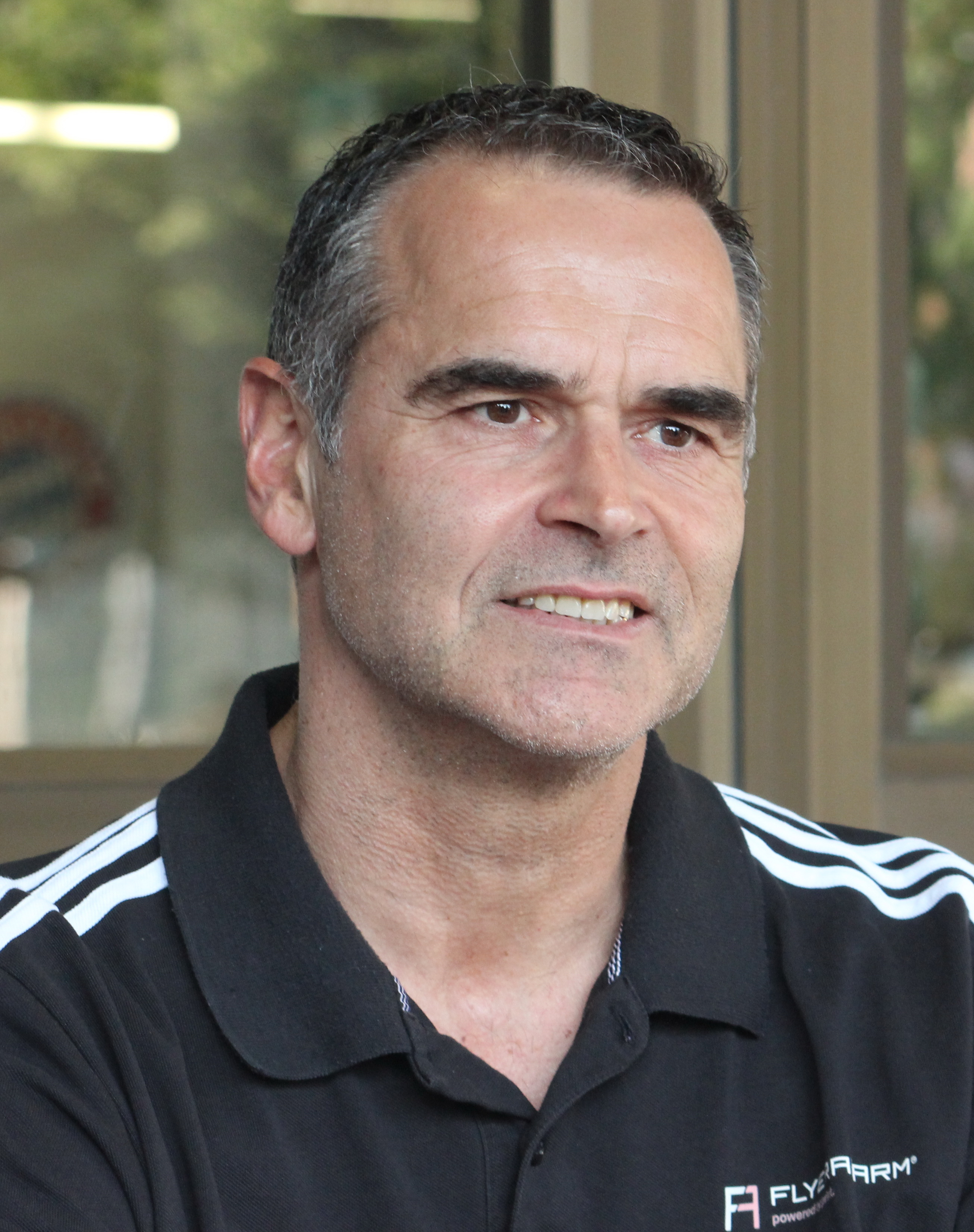
Dirk Bauermann, Trainer der deutschen Nationalmannschaft von 2003 bis 2011

- Basketball in Frankreich, Ligue Nationale de Basket (LNB), Fédération Française de Basketball
- Basketball in Griechenland, A1 Ethniki
- Basketball in Italien: Lega Basket Serie A (Serie A)
- Basketball in Japan: Japan Basketball League (JBL), Women’s Japan Basketball League (WJBL)
- Basketball in Kanada
- Basketball in Kroatien
- Basketball in Namibia: Namibia Basketball Federation
- Basketball in Österreich: Basketball Superliga (ABL), 2. Basketball-Bundesliga (2. ABL)
- Basketball in Polen: Tauron Basket Liga (Herren), Torell Basket Liga (Damen)
- Basketball in Russland
- Basketball in Serbien: Naša Sinalko Liga
- Basketball in Spanien, Asociación de Clubs de Baloncesto
- Basketball in der Schweiz: Swiss Basketball
- Basketball in der Türkei: Türkiye Basketbol Ligi (TBL)
- Basketball in den Vereinigten Staaten von Amerika: USA Basketball (Herren), USA Basketball (Damen)

## Varianten

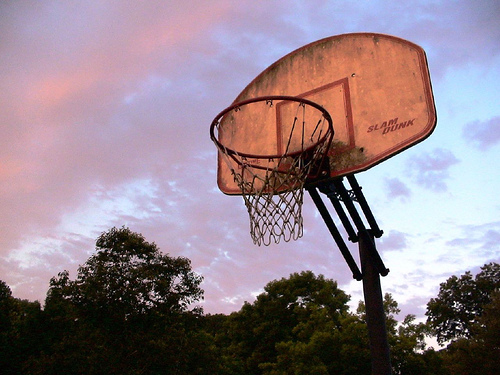
Basketballkorb auf einem Freiplatz

Weitere Varianten und Abwandlungen des Basketballs sind unter anderem bekannt: Korbball, Korfball, Mini-Basketball, Netball, Show-Basketball, Wasser-Basketball, Slamball

### Streetball
Das so genannte Streetball ist eine Abwandlung des Basketballs. Es erfreut sich seit den 1990er Jahren als Freizeitsportart immer größerer Beliebtheit. Im Unterschied zum klassischen Basketball wird hier meistens drei gegen drei auf nur einen Korb gespielt und findet im Freien statt, wobei sich die Regeln zusätzlich noch vom „normalen“ Basketball unterscheiden. Aufgrund der geringeren Zahl an Spielern pro Mannschaft liegt ein höheres Gewicht auf den direkten Zweikämpfen und damit den Fähigkeiten in der Ballbehandlung.

### Einradbasketball
Der Einradbasketball wird vor allem bei Wettbewerben der International Unicycling Federation (kurz IUF) gespielt. Die Teilnehmer müssen den Basketball auf ihrem Einrad so oft wie möglich in den gegnerischen Korb werfen. In dieser Variante werden die gleichen Regeln verwendet wie beim normalen Basketball.

### Rollstuhlbasketball

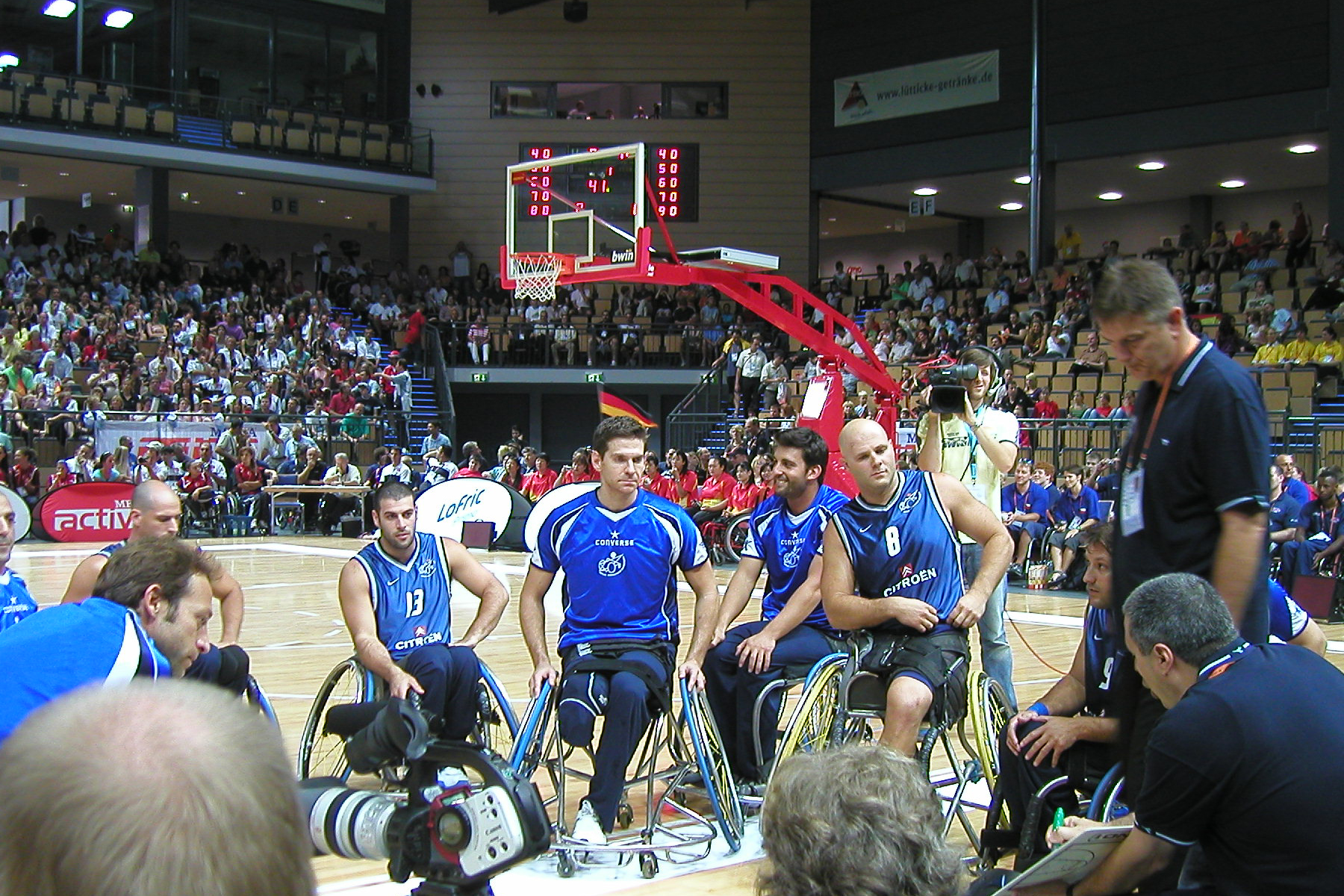
Israelische Rollstuhlbasketball-Nationalmannschaft

Der Rollstuhlbasketball wurde im Jahr 1946 in den USA erfunden, da einige Basketballspieler ihren Sport trotz Kriegsverletzungen betreiben wollten. Die International Wheelchair Basketball Federation ist der internationale Dachverband. Rollstuhlbasketball zählt seit den Paralympics 1960 in Rom zu den paralympischen Sportarten. Die deutschen Rollstuhlbasketballer sind im Deutschen Rollstuhl-Sportverband (DRS) organisiert.

### Basketball für Gehörlose
Basketball für Gehörlose ist für Gehörlose und Menschen mit Hörbehinderung ab 55 dB Hörverlust zugänglich. Die gleichen Regeln wie beim normalen Basketball werden verwendet, unerlaubte Hilfsmittel sind zum Beispiel Hörgeräte und Cochlea-Implantat-Geräte.
Die Deaf International Basketball Federation (DIBF) ist der Weltbasketballverband für Gehörlose und organisiert die Weltmeisterschaften sowie diverse internationale Meisterschaften. Basketball für Gehörlose zählt seit den Deaflympics 1949 in Brüssel zu den deaflympischen Sportarten. Die deutschen gehörlosen Basketballer sind im Deutschen Gehörlosen-Sportverband (DGSV) organisiert.

### Basketball für Menschen mit geistiger und mehrfacher Behinderung

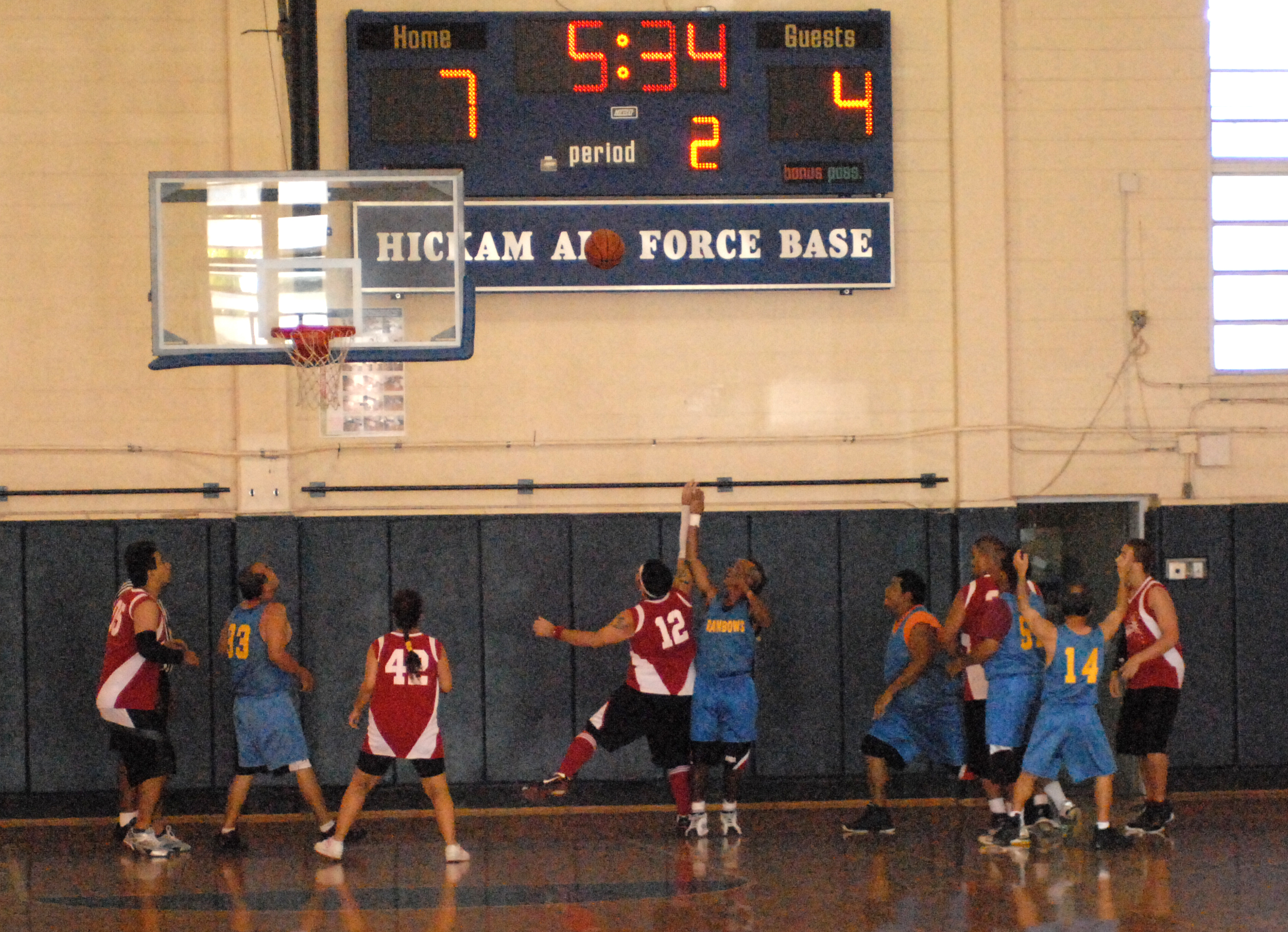
Special Olympics Athleten beim Basketball, 2010

Basketball (Special Olympics) ist eine Sportart, die auf den Regeln von Basketball beruht und in Wettbewerben und Trainingseinheiten der Organisation Special Olympics weltweit für geistig und mehrfach behinderte Menschen angeboten wird. Basketball ist seit 1968 bei Special Olympics World Games vertreten.

### Beachbasketball
Das zunächst in den Vereinigten Staaten als Trainingsvariante des Basketballs entwickelte Beachbasketball erfreut sich seit einigen Jahren einer wachsenden Popularität. Dabei wird in Deutschland anders als in den Vereinigten Staaten auf zwei Körbe in einem verkleinerten Spielfeld gespielt. Die deutsche Meisterschaft im Beachbasketball wird jährlich in Cuxhaven ausgetragen.

## Medien
Viele Spiele der NBA werden in Deutschland in der Saison 2023/2024 bei ProSieben gezeigt. 50 Partien der Regular Season, weitere Begegnungen in den Playoffs und den Finals sind frei empfangbar. Die Basketball-Bundesliga, der BBL-Pokal und wichtige Spiele der Basketball Champions League überträgt seit der Saison 2023/2024 der Sportsender Dyn für Abonnenten. 40 Saison-Partien der BBL sind kostenlos auf Bild TV und anderen Plattformen des Springer-Verlags zu sehen.

## Popkultur

### Film

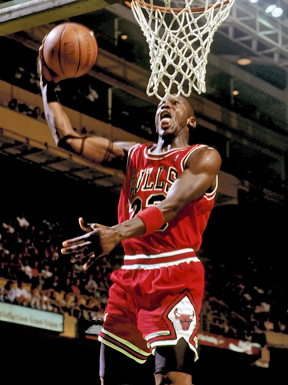
Michael Jordan spielt in dem Film Space Jam eine Hauptrolle

Der erste Film mit einer Basketball-Thematik erschien im Jahr 1979 unter dem Titel The Fish That Saved Pittsburgh. In dieser Komödie spielten sehr bekannte Basketballspieler wie Julius Erving oder Kareem Abdul-Jabbar die Hauptrollen. Im Jahr 1987 wurde der Film Freiwurf (eng. hoosiers) in den Kinos veröffentlicht. In diesem, der Geschichte der Hickory High School nachempfundenem Sportdrama spielten bekannte Schauspieler wie Gene Hackman, Barbara Hershey oder Dennis Hopper die Hauptrolle. Der Film handelt von einer hoffnungslosen High School Mannschaft, die sich durch die Hilfe von Coach Norman Dale (gespielt von Gene Hackman) zu einem Titelfavoriten entwickeln. Der Film wurde von der Presse positiv aufgenommen und war in zwei Kategorien für den Oscar nominiert.
Durch den großen Erfolg der amerikanischen Basketballmannschaft bei den Olympischen Spielen 1992 in Barcelona und die Siegesserie von Basketballlegende Michael Jordan mit den Chicago Bulls entstand in den 1990er Jahren ein Boom an Filmen mit Basketball-Thematik. Weiterhin ist Basketball zwar im Film Air: Der große Wurf nicht das direkte Hauptthema. Allerdings wird der Beginn der Zusammenarbeit zwischen Michael Jordan und Nike im Jahr 1984 dargestellt. Im Jahr 1992 erschien die Filmkomödie Weiße Jungs bringen’s nicht, mit den Schauspielern Wesley Snipes und Woody Harrelson in der Hauptrolle, in den Kinos.

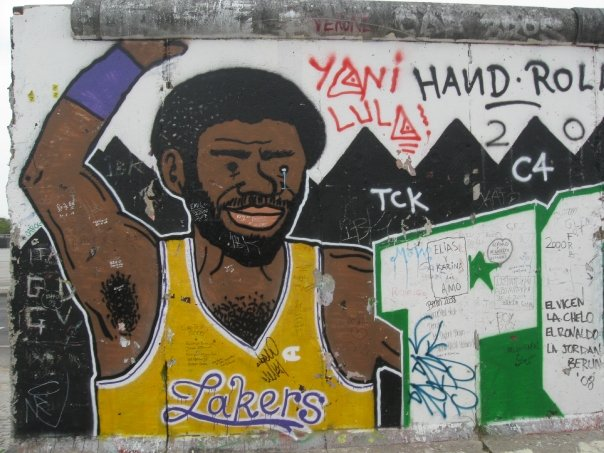
Kareem Abdul-Jabbar-Graffito an der East Side Gallery in Berlin.

Zwei Jahre später werden zwei weitere Filme und eine Dokumentation mit einer Basketballthematik in den Kinos veröffentlicht. In dem Filmdrama Above the Rim – Nahe dem Abgrund spielt Tupac Shakur die Rolle des skrupellosen Ganganführers Birdie, der den hoffnungsvollen jungen Spieler Kyle in seiner Mannschaft haben will. In dem Film Blue Chips geht es um den Coach Pete Bell (gespielt von Nick Nolte) und seine Basketball-Mannschaft, die durch das Brechen der Regeln zur Siegermannschaft aufsteigen wollen. Die Basketballspieler Bob Cousy und Shaquille O’Neal spielten in diesem Film eine Nebenrolle.
Der Dokumentarfilm Hoop Dreams befasst sich mit zwei afroamerikanischen Jungen, die aus ihrem schlechten Leben in dem Ghetto fliehen wollen, um professionelle Basketballspieler zu werden. Diese Dokumentation wurde mit zahlreichen Preisen ausgezeichnet und war im Jahr 1995 für den Oscar nominiert. Mitte der neunziger Jahre erschienen weitere bekannte Basketball-Filme wie die Komödie Eddie oder der Animationsfilm Space Jam. Im Jahr 1998 veröffentlichte der Regisseur David Zucker die Filmkomödie Die Sportskanonen. In diesem Film erfinden die Freunde Joe Cooper und Doug Remer die Sportart „Baseketball“, eine Mischung aus Baseball und Basketball.
Eine große Popularität unter Basketball-Fans erzielte der Film Spiel des Lebens. Der Film wurde von dem Regisseur Spike Lee gedreht und mit namhaften Schauspielern wie Denzel Washington oder Milla Jovovich belegt. Im Jahr 2005 kam der Film Coach Carter in die deutschen Kinos, der auf einer wahren Begebenheit beruht.

### Videospiel

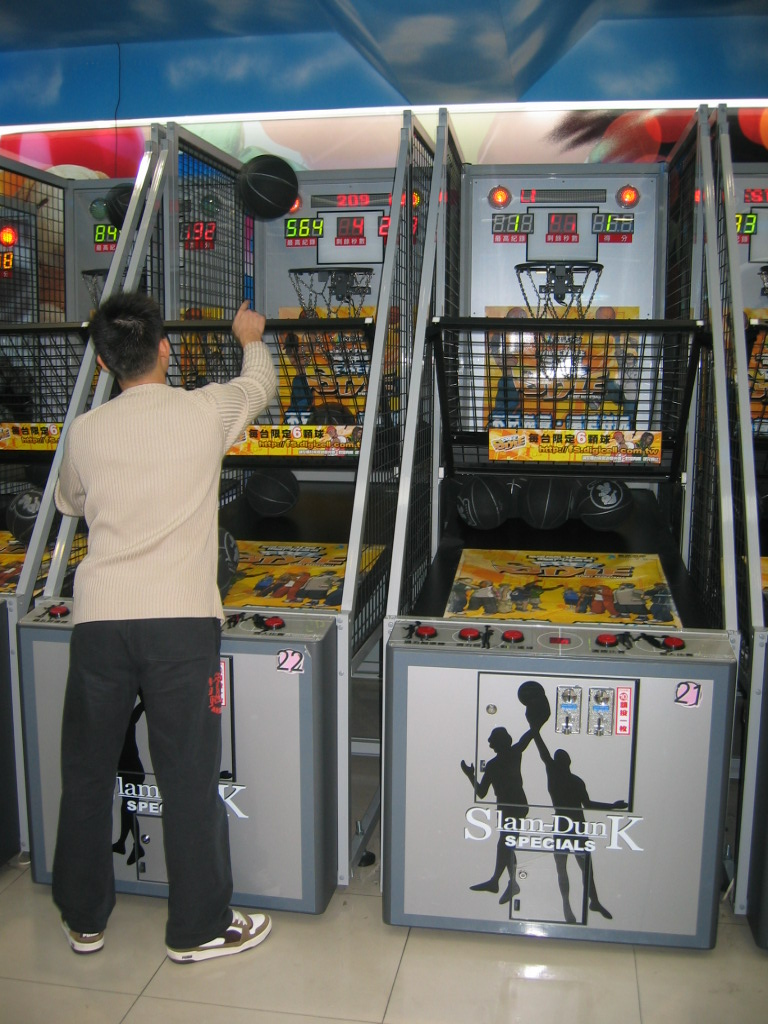
Ein „Redemption“ Arcade-Spiel in Tokio

Im Jahr 1979 wurde das erste Basketballvideospiel für den Atari veröffentlicht. Das Spiel konnte man damals mit einem sogenannten Trackball gegen den Computer oder einen anderen Mitspieler spielen.
Im Jahr 1989 wurde von dem Spieleentwickler Electronic Arts eine Serie gegründet, die zwei Mannschaften gegenüberstellt. Der erste Teil dieser Serie erschien unter dem Titel Lakers versus Celtics für den PC und Sega Mega Drive. In diesem Spiel konnte man erstmals NBA-Stars wie Larry Bird, Kareem Abdul-Jabbar oder Magic Johnson spielen. Durch den großen Erfolg ermutigt, veröffentlichte Electronic Arts im Jahr 1991 den Nachfolger Bulls versus Lakers and the NBA Playoffs. Das Sportspiel besaß 16 Originalmannschaften der Playoffs aus der vorherigen Saison und konnte mit einem weiteren Mitspieler gespielt werden.
Ein Jahr später kam das Spiel Team USA Basketball weltweit auf den Markt. Der Spieler konnte aus insgesamt vierzehn Internationalen Mannschaften (u. a. Australien, Angola, China) eine aussuchen und mit dieser gegen andere Mannschaften antreten. Im folgenden Jahr veröffentlichte der Spieleentwickler Midway das sehr beliebte und erfolgreiche Basketballspiel NBA Jam. Das Spielprinzip unterschied sich sehr von den anderen Basketballspielen, die auf eine realistische Spielweise setzten.
Im Jahr 1995 veröffentlichte der Spieleentwickler Electronic Arts den ersten Teil der NBA-Live-Serie für das Super Nintendo, Sega Mega Drive und den PC. Die Serie bot Originallizenzen der NBA und eine auf die Systeme angepasste Grafikengine. Innerhalb der nächsten Jahre entwickelte sich NBA Live zu einer der beliebtesten Basketball-Videospielreihe der Welt. Neben der NBA-Live-Reihe veröffentlicht EA Sports auch NBA Street. Diese Reihe bietet neben den Originallizenzen eine unrealistische Spielweise, die sehr an die NBA-Jam-Serie erinnert. Nach der 2009 erschienenen Version NBA Live 10 wurde die Serie eingestellt und EA begann die Entwicklung einer neuen Basketballsimulation, die NBA Elite heißen sollte. Nach mehreren Verschiebungen des Veröffentlichungstermins wurde die Entwicklung komplett eingestellt, so dass es für die Saison 2010/11 keine Version von EA gab.
Seit 2005 gibt es eine weitere Spielserie, welche von 2K Games produziert wird. Sie nennt sich NBA2K und entwickelte sich seit dem Start zum größten Konkurrenten der EA-Sports-Serie. Neben einer realistischen Simulation bietet das Spiel auch alle Lizenzen der NBA sowie einen Modus, der es den Benutzern ermöglicht, einen eigenen Profispieler zu erstellen.